# ترانه‌شناسی ستار

## آلبوم‌های گردآوری شده

### همسفر
آلبوم گردآوری شده در سال ۱۳۷۷ / ۱۹۹۸
| نام ترانه                 | ترانه‌سرا        | آهنگساز          | تنظیم                 | سال انتشار |
| ------------------------- | --------------- | ---------------- | --------------------- | ---------- |
| دشمن                      | اردلان سرفراز   | فرید زلاند       | منوچهر چشم‌آذر         | ۱۳۵۸       |
| نفرین                     | داوود زندی      | محمدجواد ضرابیان | منوچهر چشم‌آذر         | ۱۳۵۷       |
| باج                       | شهیار قنبری     | فریبرز لاچینی    | فریبرز لاچینی         | ۱۳۵۷       |
| مرا دریاب                 | اردلان سرفراز   | فرید زلاند       | منوچهر چشم‌آذر         | ۱۳۵۷       |
| شهر غم                    | ایرج جنتی عطایی | بابک بیات        | بابک بیات، محمد اوشال | ۱۳۵۲       |
| شب و دیوار                | ایرج جنتی عطایی | بابک بیات        | محمد اوشال            | ۱۳۵۲       |
| گل کاغذی                  | شرمین شجره      | تورج شعبان‌خانی   | اریک آرکانت           | ۱۳۵۴       |
| چشمهای تو                 | شرمین شجره      | تورج شعبان‌خانی   | اریک آرکانت           | ۱۳۵۶       |
| همسفر (بیات اصفهان)       | سعید طبیبی      | تورج شعبان‌خانی   | اریک آرکانت           | ۱۳۵۳       |
| همزاد                     | فرهنگ قاسمی     | فریبرز لاچینی    | فریبرز لاچینی         | ۱۳۵۴       |
| خانه به دوش (بیات اصفهان) | ایرج جنتی عطایی | بابک بیات        | بابک بیات             | ۱۳۵۱       |
| گلنار                     | منصور تهرانی    | مارتیک           | اریک آرکانت           | ۱۳۵۷       |

### بانی
آلبوم گردآوری شده ۱۳۷۷ / ۱۹۹۸
| نام ترانه                | ترانه‌سرا     | آهنگساز        | تنظیم          | سال انتشار |
| ------------------------ | ------------ | -------------- | -------------- | ---------- |
| مسلمانان                 | حافظ         | لقمان ادهمی    | منوچهر چشم‌آذر  | ۱۳۶۳       |
| زندان آزادی              | فرخ درگاهی   | فریدون حیدرنیا | فریدون حیدرنیا | ۱۳۶۳       |
| کوزه                     | لقمان ادهمی  | لقمان ادهمی    | لقمان ادهمی    | ۱۳۶۳       |
| هوای عشق (دستگاه همایون) | شهیار قنبری  | آندرانیک       | آندرانیک       | ۱۳۶۷       |
| دلواپسی                  | لقمان ادهمی  | لقمان ادهمی    | لقمان ادهمی    | ۱۳۶۷       |
| یا مولا                  | هما میرافشار | محلی (فولکلور) | احمد پژمان     | ۱۳۶۶       |
| بانی                     | مسعود امینی  | فریدون حیدرنیا | فریدون حیدرنیا | ۱۳۶۳       |
| حیدرخان                  | ایرج طاهری   | ایرج طاهری     | ایرج طاهری     | ۱۳۶۳       |
| پند حافظ                 | حافظ         | بابک افشار     | منوچهر چشم‌آذر  | ۱۳۶۱       |
| از عشق مردن              | بیژن سمندر   | ناصر چشم‌آذر    | ناصر چشم‌آذر    | ۱۳۶۴       |

### شازده خانوم
آلبوم گردآوری شده در سال ۱۳۷۷ / ۱۹۹۸
| نام ترانه               | ترانه‌سرا             | آهنگساز        | تنظیم         | سال انتشار   |
| ----------------------- | -------------------- | -------------- | ------------- | ------------ |
| شازده خانم              | محمد صالح علا        | منوچهر چشم‌آذر  | منوچهر چشم‌آذر | ۱۳۵۴ فروردین |
| زنگ حساب                | علیرضا نوری زاده     | صادق نوجوکی    | ناصر چشم‌آذر   | ۱۳۵۷         |
| یوسف گمگشته             | منصور تهرانی         | صادق نوجوکی    | منوچهر چشم‌آذر | ۱۳۵۷         |
| از تو خوندن             | محمد علی بهمنی       | صادق نوجوکی    | خسرو پیشکاری  | ۱۳۵۶         |
| سرسپرده                 | منصور تهرانی         | صادق نوجوکی    | ناصر چشم‌آذر   | ۱۳۵۵         |
| بهار من گذشته شاید      | رحیم معینی کرمانشاهی | عماد رام       | علی درخشان    | ۱۳۵۷         |
| مهر دوست                | سعدی                 | اسماعیل مهرتاش | منوچهر چشم‌آذر | ۱۳۵۶         |
| صید دل (دستگاه چهارگاه) | حافظ                 | اسماعیل مهرتاش | منوچهر چشم‌آذر | ۱۳۵۶         |
| کیه کیه                 | ناصرالدین قاجار؟     | شیدا           | آندرانیک      | ۱۳۶۵         |
| کاش                     | ژاکلین               | ناصر چشم‌آذر    | ناصر چشم‌آذر   | ۱۳۶۴         |

### دلتنگی
آلبوم گردآوری شده در سال ۱۳۷۷ / ۱۹۹۸
| نام ترانه               | ترانه‌سرا         | آهنگساز          | تنظیم         | سال انتشار |
| ----------------------- | ---------------- | ---------------- | ------------- | ---------- |
| منو نترسون (دستگاه شور) | محمد صالح علا    | منوچهر چشم‌آذر    | منوچهر چشم‌آذر | ۱۳۵۶       |
| آوازه خوان              | محمد صالح علا    | تورج شعبان‌خانی   | اریک آرکانت   | ۱۳۵۵       |
| عسل                     | اردلان سرفراز    | فرید زلاند       | منوچهر چشم‌آذر | ۱۳۵۵       |
| دلتنگی                  | اردلان سرفراز    | فرید زلاند       | منوچهر چشم‌آذر | ۱۳۵۵       |
| غزل                     | اردلان سرفراز    | فرید زلاند       | منوچهر چشم‌آذر | ۱۳۵۴       |
| زخم                     | اردلان سرفراز    | فرید زلاند       | منوچهر چشم‌آذر | ۱۳۵۴       |
| شِکوِه (دستگاه سه گاه)    | فرهنگ قاسمی      | محمد شمس         | محمد شمس      | ۱۳۵۴       |
| انشاءالله               | لیلا کسری (هدیه) | منوچهر چشم‌آذر    | منوچهر چشم‌آذر | ۱۳۶۵       |
| گل سنگم                 | بیژن سمندر       | انوشیروان روحانی | اجرای زنده    | ۱۳۵۵       |
| گرفتار                  | اردلان سرفراز    | فرید زلاند       | آندرانیک      | ۱۳۶۵       |

دو تا آهنگ گرفتار و انشاءالله از کارهای بعد از انقلاب ستار بوده که به اشتباه در این آلبوم قرار گرفته‌است.

### گل پونه
آلبوم گردآوری شده در سال ۱۳۶۹ / ۱۹۹۰
| نام ترانه       | ترانه‌سرا         | آهنگساز        | تنظیم         | سال انتشار |
| --------------- | ---------------- | -------------- | ------------- | ---------- |
| گل پونه         | اردلان سرفراز    | فرید زلاند     | آندرانیک      | ۱۳۶۴       |
| یک شبه          | اردلان سرفراز    | آندرانیک       | آندرانیک      | ۱۳۶۵       |
| گلپری           | مسعود فردمنش     | سیاوش قمیشی    | منوچهر چشم‌آذر | ۱۳۶۵       |
| چه قشنگه عاشقی  | لیلا کسری (هدیه) | منوچهر چشم‌آذر  | منوچهر چشم‌آذر | ۱۳۶۵       |
| خاک             | بیژن سمندر       | منوچهر چشم آذر | منوچهر چشم‌آذر | ۱۳۶۵       |
| نا رفیق         | جهانبخش پازوکی   | جهانبخش پازوکی | منوچهر چشم‌آذر | ۱۳۶۶       |
| چادر نماز گل‌گلی | پورنگ            | حسن شماعی‌زاده  | نوید نحوی     | ۱۳۶۳       |
| بُهت*            | اردلان سرفراز    | فرید زلاند     | منوچهر چشم‌آذر | ۱۳۵۴       |
| نم نم بارون     | پژمان باقری      | پژمان باقری    | پژمان باقری   | ۱۳۶۷       |
| شازده خانوم*    | محمد صالح اعلا   | منوچهر چشم‌آذر  | منوچهر چشم‌آذر | ۱۳۵۵       |

- شازده خانوم و بهت از جمله آهنگ ترانه های قبل از انقلاب ستار بودن که به اشتباه دراین آلبوم قرارگرفته

### ایران ایران
آلبوم گردآوری شده ۱۳۷۱ / ۱۹۹۲
| نام ترانه   | ترانه‌سرا         | آهنگساز            | تنظیم              | سال انتشار |
| ----------- | ---------------- | ------------------ | ------------------ | ---------- |
| آشتی        | لیلا کسری (هدیه) | صادق نوجوکی        | صادق نوجوکی        | ۱۳۶۳       |
| سپید و سیاه | لیلا کسری (هدیه) | صادق نوجوکی        | صادق نوجوکی        | ۱۳۶۳       |
| مطرب        | اردلان سرفراز    | فرید زلاند         | منوچهر چشم‌آذر      | ۱۳۶۷       |
| گلِ ناز      | لیلا کسری (هدیه) | صادق نوجوکی        | صادق نوجوکی        | ۱۳۶۴       |
| ما را مطلب* | فرهاد شیبانی     | اسفندیار منفردزاده | اسفندیار منفردزاده | ۱۳۵۶       |
| بی نظیر     | جهانبخش پازوکی   | جهانبخش پازوکی     | منوچهر چشم‌آذر      | ۱۳۷۰       |
| روایت*      | منصور تهرانی     | صادق نوجوکی        | ناصر چشم‌آذر        | ۱۳۵۶       |
| ما رو باش   | شهیار قنبری      | محمد حیدری         | محمد حیدری         | ۱۳۶۵       |
| بیگانگی*    | فرهنگ قاسمی      | محمد شمس           | محمد شمس           | ۱۳۵۷       |
| ایران ایران | علیرضا میبدی     | عماد رام           | اجرای زنده         | ۱۳۵۹       |

- مارامطلب-بیگانگی و روایت از آهنگ ترانه های قبل از انقلاب بود که اشتباهی در این آلبوم قرارگرفته

### شام آخر
آلبوم گردآوری شده در سال ۱۳۷۷ / ۱۹۹۸
| نام ترانه         | ترانه‌سرا        | آهنگساز          | تنظیم         | سال انتشار |
| ----------------- | --------------- | ---------------- | ------------- | ---------- |
| وارث              | اردلان سرفراز   | فرید زلاند       | آندرانیک      | ۱۳۵۶       |
| شام آخر           | شهیار قنبری     | واروژان          | واروژان       | ۱۳۵۵       |
| یکی به شکل خود من | اردلان سرفراز   | فرید زلاند       | منوچهر چشم‌آذر | ۱۳۵۶       |
| بت‌شکن             | اردلان سرفراز   | فرید زلاند       | منوچهر چشم‌آذر | ۱۳۵۶       |
| تکیه گاه          | هومن ذکایی      | تورج شعبان‌خانی   | اریک آرکانت   | ۱۳۵۶       |
| مرثیه             | ایرج جنتی عطایی | بابک بیات        | بابک بیات     | ۱۳۵۴       |
| فاتح              | محمد علی شیرازی | منوچهر چشم‌آذر    | منوچهر چشم‌آذر | ۱۳۵۴       |
| کاشکی             | محمد علی شیرازی | منوچهر چشم‌آذر    | منوچهر چشم‌آذر | ۱۳۵۴       |
| با تو بودن        | امیر اسماعیلی   | انوشیروان روحانی | اجرای زنده    | ۱۳۵۶       |
| حسرت              | نظام فاطمی      | انوشیروان روحانی | اجرای زنده    | ۱۳۵۵       |

### رقیب
آلبوم گردآوری شده در سال ۱۳۷۲ / ۱۹۹۳
| نام ترانه            | ترانه‌سرا         | آهنگساز    | تنظیم          | سال انتشار |
| -------------------- | ---------------- | ---------- | -------------- | ---------- |
| عمو نوروز            | لیلا کسری (هدیه) | فرید زلاند | منوچهر چشم‌آذر  | ۱۳۶۳       |
| خواستگاری            | حسین واثقی       | حسین واثقی | داوود اردلان   | ۱۳۷۲       |
| صدای تو              | ناناز پیرنیا     | فرید زلاند | آندرانیک       | ۱۳۶۳       |
| تا تو رو دیدم        | جلیل زلاند       | جلیل زلاند | سیمون آوانسیان | ۱۳۶۲       |
| رقیب (آواز دشتستانی) | حسین واثقی       | حسین واثقی | داوود اردلان   | ۱۳۷۲       |
| قصه ما               | حمید مصدق        | فرید زلاند | سیمون آوانسیان | ۱۳۶۲       |
| ای کاش               | اردلان سرفراز    | فرید زلاند | منوچهر چشم‌آذر  | ۱۳۶۲       |
| خاک خسته             | اردلان سرفراز    | فرید زلاند | آندرانیک       | ۱۳۶۲       |

### صدای بارون
آلبوم گردآوری شده در سال ۱۳۷۴ / ۱۹۹۵
| نام ترانه          | ترانه‌سرا         | آهنگساز        | تنظیم                                                              | سال انتشار |
| ------------------ | ---------------- | -------------- | ------------------------------------------------------------------ | ---------- |
| صدای بارون         | اردلان سرفراز    | بابک افشار     | منوچهر چشم‌آذر                                                      | ۱۳۵۴       |
| بهار من گذشته شاید | معینی کرمانشاهی  | عماد رام       | علی درخشان                                                         | ۱۳۵۷       |
| شب ویرونی          | اردلان سرفراز    | فریدون خشنود   | منوچهر چشم‌آذر                                                      | ۱۳۵۶       |
| مناجات             | هما میرافشار     | اسدالله ملک؟!  | اسدالله ملک؟!                                                      | ۱۳۵۷       |
| سفر                | سعدی             | سلیمان اکبری؟! | سلیمان اکبری؟!                                                     | ۱۳۵۷       |
| آب                 | مسعود امینی      | حسن شماعی‌زاده  | منوچهر چشم‌آذر                                                      | ۱۳۵۶       |
| صدای زنگوله‌ها      | لیلا کسری (هدیه) | فریدون خشنود   | منوچهر چشم‌آذر                                                      | ۱۳۵۵       |
| رفیق               | تورج نگهبان      | لقمان ادهمی    | محمد شمس                                                           | ۱۳۵۲       |
| عروسک              | اردلان سرفراز    | فریبرز لاچینی  | فریبرز لاچینی!(برخی منابع مارسل استپانیان و اریک ارکانت؟! ذکر شده) | ۱۳۵۴       |
| هنوز               | شهیار قنبری      | فریبرز لاچینی  | فریبرز لاچینی!(برخی منابع اریک ارکانت؟!)                           | ۱۳۵۴       |
| تصویر              | فرهنگ قاسمی      | فریبرز لاچینی  | فریبرز لاچینی(برخی منابع اریک ارکانت؟!)                            | ۱۳۵۴       |
| تعظیم              | لیلا کسری (هدیه) | فریدون خشنود   | منوچهر چشم‌آذر                                                      | ۱۳۵۵       |
| هراس               | لیلا کسری (هدیه) | منوچهر چشم‌آذر  | منوچهر چشم‌آذر                                                      | ۱۳۵۵       |

### دو پرنده
آلبوم گردآوری شده در سال ۱۳۷۷ / ۱۹۹۸
| نام ترانه | ترانه‌سرا         | آهنگساز        | تنظیم          | سال انتشار |
| --------- | ---------------- | -------------- | -------------- | ---------- |
| آمدی      | هما میرافشار     | سورن الکساندر  | آرمن آهارونیان | ۱۳۷۲       |
| دو پرنده  | هما میر افشار    | سورن الکساندر  | آرمن آهارونیان | ۱۳۷۲       |
| قاصد عشق  | امیر فرخ تجلی    | امیر فرخ تجلی  | مهداد زندکریمی | ۱۳۷۳       |
| پناه      | جهانبخش پازوکی   | جهانبخش پازوکی | کاظم عالمی     | ۱۳۷۳       |
| گل کینه   | امیر فرخ تجلی    | امیر فرخ تجلی  | کاظم عالمی     | ۱۳۷۳       |
| سرو ناز   | لیلا کسری (هدیه) | صادق نوجوکی    | صادق نوجوکی    | ۱۳۷۳       |
| باور نکن  | مسعود فردمنش     | مسعود فردمنش   | منوچهر چشم‌آذر  | ۱۳۷۲       |
| پروانه    | مسعود فردمنش     | مسعود فردمنش   | منوچهر چشم‌آذر  | ۱۳۷۲       |
| همسفر عشق | پروانه سالم      | پروانه سالم    | بهروز پناهی    | ۱۳۷۲       |
| دل شیطون  | پروانه سالم      | پروانه سالم    | بهروز پناهی    | ۱۳۷۲       |

### بی عشق هرگز
آلبوم گردآوری شده در سال ۱۳۷۴ / ۱۹۹۵
| نام ترانه     | ترانه‌سرا       | آهنگساز        | تنظیم          | سال انتشار |
| ------------- | -------------- | -------------- | -------------- | ---------- |
| بی عشق هرگز   | جهانبخش پازوکی | منوچهر چشم آذر | منوچهر چشم‌آذر  | ۱۳۷۴       |
| حاشا مکن      | هما میرافشار   | سورن الکساندر  | آرمن آهارونیان | ۱۳۷۳       |
| جدایی         | هما میرافشار   | سورن الکساندر  | آرمن آهارونیان | ۱۳۷۳       |
| عاشق می‌مونیم  | جهانبخش پازوکی | منوچهر چشم آذر | منوچهر چشم‌آذر  | ۱۳۷۴       |
| ای عاشقان     | هما میرافشار   | سورن الکساندر  | آرمن آهارونیان | ۱۳۷۳       |
| بلوغ ستاره    | هما میرافشار   | سورن الکساندر  | آرمن آهارونیان | ۱۳۷۳       |
| دیگه نکن گریه | جهانبخش پازوکی | منوچهر چشم‌آذر  | منوچهر چشم‌آذر  | ۱۳۷۴       |
| تنها نبودی    | هما میرافشار   | سورن الکساندر  | آرمن آهارونیان | ۱۳۷۳       |
| عشق من        | هما میرافشار   | سورن الکساندر  | آرمن آهارونیان | ۱۳۷۳       |
| دفتر عشق      | هما میرافشار   | سورن الکساندر  | آرمن آهارونیان | ۱۳۷۴       |

### تسکین
آلبوم گردآوری شده در سال ۱۴۰۲ / ۲۰۲۳
| نام ترانه                               | ترانه‌سرا          | آهنگساز        | تنظیم         | سال انتشار |
| --------------------------------------- | ----------------- | -------------- | ------------- | ---------- |
| هوای تازه                               | صابر ابراهیم زاده | محمدعلی عنقا   | امین میرزایی  | ۲۰۱۳       |
| مجسمه                                   | امیرشیرازی        | ارمین مکری     | مجید رضازاده  | ۲۰۱۴       |
| باورم نمیشه                             | فلورتاجیکی        | فرید صدیقی     | فرید صدیقی    | ۲۰۱۹       |
| خاطرات کودکی                            | امید اسیفا        | علی سیف        | محمودعریانی   | ۲۰۱۸       |
| فرقی نمیکنه                             | امیر شیرازی       | رضا وحدانی     | حسن تقی زاده  | ۲۰۲۱       |
| تسکین                                   | باران تفرشی       | علی سیف        | علی سیف       | ۲۰۱۰       |
| عادت                                    | صابرابراهیم زاده  | محمدعلی عنقا   | سعید افروغ    | ۲۰۱۲       |
| همسفرخاطرها                             | صابرابراهیم زاده  | محمدعلی منقا   | سعید افروغ    | ۲۰۱۳       |
| برای باتو بودن                          | باران زمانی       | حامد حنیفی     | حامد حنیفی    | ۲۰۱۳       |
| نگاه تو                                 | ترانه مکرم        | علی سیف        | علی سیف       | ۲۰۱۳       |
| اسطوره                                  | امیرشیرازی        | اشکان          | مجید رضازاده  | ۲۰۱۲       |
| بازم بهاررسیده                          | نیکو شیرافکن      | علی سیف        | علی سیف       | ۲۰۱۱       |
| اینجا کجاست                             | سپهرمددی          | تورج فرشید     | حسین امیدی    | ۲۰۲۱       |
| همسفرهمراه با کامیار(رمیکس)             | سعید طبیبی        | تورج شعبانخانی | دی جی مامسی   | ۲۰۱۶       |
| یوسف گمگشته(رمیکس)                      | منصورتهرانی       | صادق نوجوکی    | دی جی باندیکس | ۲۰۱۴       |
| مدلی (همراهی لیلا فروهر-حمید طالب زاده) | -                 | فرخ اهی        | فرخ آهی       | ۲۰۱۵       |

## بزم‌های تلویزیونی

### بزم شب یلدای ایرانی
۱۹۸۱/۱۳۶۰=
ستار و هوشمند عقیلی با حضور افتخاری حسن شماعی‌زاده
نوازندگان:(سنتور: منوچهر صادقی، تنبک: افشار، ویلن: فرید فرجاد
ضبط در شبکه جام جم آمریکا
| نام ترانه | آواز سه گاه (ستار) درآن نفس که بمیرم | آواز سه گاه (عقیلی) مگذر ز ما | آواز (ستار) کاروان    | دل ای دل (ستار)       | گوشه زنگ شتر            | زهره و باد صبا (عقیلی و ستار) در دستگاه سه گاه |
| ترانسرا   | سعدی                                 | خواجوی کرمانی                 | سعدی                  | بیژن مفید             |                         | مهدی رییسی                                     |
| آهنگساز   | حبیب اله بدیعی                       | حبیب اله بدیعی                | حبیب اله بدیعی        | بیژن مفید             | ابوالحسن صبا            | مجید وفادار                                    |
| تنظیم     | اجرای زنده فریدفرجاد                 | اجرای زنده فرید فرجاد         | اجرای زنده فرید فرجاد | اجرای زنده فرید فرجاد | اجرای زنده منوچهر صادقی | اجرای زنده فرید فرجاد                          |

### بزم الهه و ستار شب یلدا
۱۹۸۵/۱۳۶۴
نوازندگان: (سنتور: محمد حیدری، تنبک: مسعود مدیریان، کمانچه: مرتضی ورزی، ویلن: بهروز پناهی، دکلمه: مولود زهتاب)
ضبط توسط شرکت پارس ویدیو
| نام ترانه                                   | ترانه‌سرا        | آهنگساز        | تنظیم                |
| ------------------------------------------- | --------------- | -------------- | -------------------- |
| دکلمه (مولودزهتاب) درآن مجلس که درویشان     | حافظ            | چهارمضراب      | اجرای زنده           |
| دکلمه (ستار و الهه) دوست دارم               | پژمان بختیاری   |                | اجرای زنده           |
| آوازسه گاه (الهه) بی پروا منم               | بهادریگانه      | پرویزیاحقی     | اجرای زنده-محمدحیدری |
| آوازسه گاه (ستار) غلام روی تو               | سعدی            | حبیب اله بدیعی | اجرای زنده-محمدحیدری |
| ادامه آواز (الهه) دل به یاربی وفا           | ادیب نیشاپوری   | حبیب اله بدیعی | اجرای زنده-محمدحیدری |
| رسوای زمانه (الهه)                          | بهادریگانه      | همایون خرم     | اجرای زنده-محمدحیدری |
| بازآمد (الهه)                               | معینی کرمانشاهی | جواد معروفی    | اجرای زنده-محمدحیدری |
| آواز ابوعطا (ستار) ای همه هستی من           | همامیرافشار     | حبیب اله بدیعی | اجرای زنده-محمدحیدری |
| من از روز ازل (الهه و ستار)                 | رهی معیری       | مرتضی محجوبی   | اجرای زنده-محمدحیدری |
| دلم تنگ اومد (ستار)                         | محمدعلی بهمنی   | حسین صمدی      | اجرای زنده-محمدحیدری |
| چشم بلوطی (ستار)                            | مسعود هوشمند    | حسن خانی       | اجرای زنده-محمدحیدری |
| آواز مخالف (ستار) بهشت دربنداست             |                 |                | اجرای زنده           |
| دکلمه (مولودزهتاب) رنگ آرزو بینم امشب       | هما میرافشار    |                | اجرای زنده           |
| آوازسه گاه (ستار) بوی خوش تو                | حافظ            | حبیب اله بدیعی | اجرای زنده-محمدحیدری |
| آوازسه گاه (الهه) زندگی چه شیرین است        | هما میرافشار    | حبیب اله بدیعی | اجرای زنده-محمدحیدری |
| ادامه آواز (ستار) مرهم راز                  | حافظ            | حبیب اله بدیعی | اجرای زنده-محمدحیدری |
| ادامه آواز (الهه) منم از مستی ومی           |                 | حبیب اله بدیعی | اجرای زنده-محمدحیدری |
| نقش من چرا (ستار و الهه)                    | فضل اله توکل    | فضل اله توکل   | اجرای زنده-محمدحیدری |
| نامهربونی (الهه و ستار) بیات راجع-آواز دشتی | تورج نگهبان     | محمدحیدری      | اجرای زنده-محمدحیدری |

### بزم هنرمندان (گلهای غربت)
۱۹۸۶/۱۳۶۵
با حضور ستار، الهه، مرتضی برجسته، مولود زهتاب، همامیرافشار
نوازندگان: سنتور: محمد حیدری، تنبک: سلطانی، ویلن: بهروز پناهی
ضبط توسط شرکت پارس ویدیو
| نام ترانه                                    | ترانه‌سرا       | آهنگساز        | تنظیم                |
| -------------------------------------------- | -------------- | -------------- | -------------------- |
| دکلمه (هما میرافشار) خاک نشین در میخانه ام   | هما میرافشار   |                | اجرای زنده           |
| آواز (ستار) هزار جهد                         | حافظ           | محمد حیدری     | اجرای زنده-محمدحیدری |
| آوازسه گاه (الهه) خاک نشین در میخانه ام      | هما میرافشار   | محمد حیدری     | اجرای زنده-محمدحیدری |
| فغان از شبها (ستارو الهه)                    | فروغی بسطامی   | حبیب اله بدیعی | اجرای زنده-محمدحیدری |
| ادامه آواز (ستار) ترسم که اشک که پرده درشود  | حافظ           |                | اجرای زنده-محمدحیدری |
| مستیه یا حالیشه (مولود زهتاب)                | هما میرافشار   | محمدحیدری      | اجرای زنده-محمدحیدری |
| اواز شوشتری (مرتضی) نم نم باران کجاست        | خلیل اله خلیلی | فضل اله توکل   | اجرای زنده-محمدحیدری |
| تیر مژگون (مرتضی)                            | شیدا           | شیدا           | اجرای زنده-محمدحیدری |
| آواز (ستار) باورش نتوان کرد قصه بیداری دل ما |                |                | اجرای زنده-محمدحیدری |
| پونه‌ها (الهه)                                | لعبت والا      | محمدحیدری      | اجرای زنده-محمدحیدری |
| دکلمه (مولود زهتاب) تو بس کن ای دل دیوانه ما | عماد خراسانی   |                | اجرای زنده           |
| من حالا از تو دورم (الهه)                    | نواب صفا       | جواد لشگری     | اجرای زنده-محمدحیدری |
| دکلمه (هما میرافشار) نمیشه شب که میشه        | هما میرافشار   |                | اجرای زنده           |
| آوازسه گاه (الهه) هرچه در آنجاست بود می فروش | حافظ           | حبیب اله بدیعی | اجرای زنده-محمدحیدری |

### بزم هنرمندان
۱۹۸۶/۱۳۶۷(ویدیو)
با حضور ستار، گلوریا روحانی، بهرام حصیری، بهمن مفید، پرویز فیروزکار
نوازندگان: سنتور: محمد حیدری، تنبک: علی کهن‌دوست، ویلن: بهروز پناهی
قسمت دوم- نوازندگان: تار: علی پور، تنبک: علیمی، سنتور: سادات جو
ضبط توسط تلویزیون MITV

| نام ترانه                                          | ترانه‌سرا             | آهنگساز          | تنظیم                 |
| -------------------------------------------------- | -------------------- | ---------------- | --------------------- |
| دکلمه (پرویز فیروزکار) خرقه زلف مرا آب خراباتم ده  | حافظ                 |                  | اجرای زنده            |
| آواز دشتستانی (گلوریا) محلی                        | محلی                 | محلی             | اجرای زنده-محمدحیدری  |
| آوازشور (بهرام) غم بی هم نفسی کشت مرا دراین شهر    | اطهر کرمانی          | محمد حیدری       | اجرای زنده-محمدحیدری  |
| خوشگله (گلوریا روحانی)                             | محلی                 | محلی             | اجرای زنده-محمدحیدری  |
| آواز (ستار) من اگر خوار گشتم                       | بیژن مفید            |                  | اجرای زنده-محمدحیدری  |
| آواز (بهرام) سینه در آتش دل در غم جانانه بسوخت     | بیژن مفید            |                  | اجرای زنده-محمدحیدری  |
| من از اون چشم سیا می‌ترسم (بهرام-ستار)              | بیژن مفید            | بیژن مفید        | اجرای زنده-محمدحیدری  |
| دکلمه (بهمن مفید)                                  |                      |                  | اجرای زنده-محمدحیدری  |
| آواز (ستارو بهرام) دل ای دل                        | بیزن مفید            | بیژن مفید        | اجرای زنده-محمدحیدری  |
| دکلمه (ستار) خرابم خراب                            |                      |                  | اجرای زنده-محمدحیدری  |
| دلبر (گلوریا روحانی-ستار-بهرام)                    | محلی                 | محلی             | اجرای زنده-محمدحیدری  |
| ای مو سیاه می دزدنت (بهرام)                        | بیژن مفید            | بیزن مفید        | اجرای زنده-محمد حیدری |
| آواز شور (ستار)                                    |                      |                  | اجرای زنده-محمدحیدری  |
| آواز دشتستانی (گلوریا روحانی) عزیز بشینه کنارم     | محلی                 | محلی             | اجرای زنده-محمدحیدری  |
| آواز دشتی (ستار) چو بشنوید سخن اهل دل نگو که خطاست | حافظ                 | عبدالوهاب شهیدی  | اجرای زنده-محمدحیدری  |
| از خونه تون بیان بیرون ای آدمای خوشبخت (ستار)      | سعید دبیری           | امیرپازوکی       | اجرای زنده-محمدحیدری  |
| آواز دشتی (ستار) توکه نوشوم چرایی                  | باباطاهر             | محلی             | اجرای زنده-علی پور    |
| رفتم که رفتم در مایه شوشتری (گلوریا روحانی)        | رحیم معینی کرمانشاهی | علی تجویدی       | اجرای زنده-علی پور    |
| تیر مژگون (ستار)                                   | شیدا                 | شیدا             | اجرای زنده-علی پور    |
| تولد مبارک (ستارو گلوریا) در دستگاه ماهور          | پرویز خطیبی          | انوشیروان روحانی | اجرای زنده-علی پور    |

### بزم ستار و شهلا سرشار
۱۹۸۶/۱۳۶۵

{نوازندگان: (سنتور: محمدحیدری-تنبک: علی توللی-ویلون: فرید فرجاد-تار: پرویز رحمان پناه)}

ضبط توسط شرکت پارس ویدیو

| نام ترانه | آواز (ستار) گفتی بگو عاشق و بیمار کیستی | دکلمه (آذر پژوهش) گفتم غم تودارم | چهارمضراب  | منو جادو کرده (شهلا سرشار) | خوشگله (شهلا سرشار) | آواز (ستار) ای عشق همه بهانه از توست | اشک من (ستار) | من یه پرنده ام (ستار) در دستگاه شور |
| ترانه‌سرا  | حافظ                                    | حافظ                             |            | محلی                       | محلی                | هوشنگ ابتهاج                         | همامیرافشار   | فضل اله توکل                        |
| آهنگساز   | محمدحیدری                               |                                  |            | محلی                       | محلی                | محمدحیدری                            | محمدحیدری     | فضل اله توکل                        |
| تنظیم     | اجرای زنده-محمدحیدری-فریدفرجاد          | اجرای زنده                       | اجرای زنده | اجرای زنده                 | اجرای زنده          | اجرای زنده                           | اجرای زنده    | اجرای زنده                          |

### بزم شب عاشقان
۱۹۸۷/۱۳۶۷
ستار و هایده
{نوازندگان: سنتور: محمدحیدری-ویلون: بیژن مرتضوی-تار: پرویز رحمان‌پناه-تنبک: علی توللی-دکلمه: مولودزهتاب)}

ضبط توسط شرکت پارس ویدیو
|-
| نام ترانه                                                    | ترانه‌سرا                | آهنگساز        | تنظیم      |
| ------------------------------------------------------------ | ----------------------- | -------------- | ---------- |
| دکلمه (مولودزهتاب) بامدادان به باغ رفتم-بچه کارت آیدزگل طبقی | مارسلین دیودوالمور-سعدی |                | اجرای زنده |
| آواز دشتی (هایده) کی رفته‌ای ز دل که تمنا کنم تورا            | فروغی بسطامی            | محمدحیدری      | اجرای زنده |
| آواز دشتی (ستار) با صد هزاران جلوه برون آمدی…                | فروغی بسطامی            | محمدحیدری      | اجرای زنده |
| آوازشور (ستار) مینای شکسته- قطعه بیات راجع                   | رحیم معینی کرمانشاهی    | همایون خرم     | اجرای زنده |
| آوازشور (ستار) من اگر عهد شکستم                              | اهلی شیرازی             | محمدحیدری      | اجرای زنده |
| دکلمه (مولودزهتاب) ای عشق همه بهانه از توست                  | هوشنگ ابتهاج            |                | اجرای زنده |
| من انم که برای تو می‌میرم (هایده)                             | تورج نگهبان             | محمدحیدری      | اجرای زنده |
| حیف حیف (هایده) آواز دشتی-بیات راجع                          | هما میرافشار            | محمدحیدری      | اجرای زنده |
| دکلمه (مولودزهتاب) پیش ما سوختگان…                           | عماد خراسانی            |                | اجرای زنده |
| چهارمضراب شور                                                |                         |                | اجرای زنده |
| آواز شور (ستار) کنون که صاحب مژگان شوخ …                     | فروغی بسطامی            | پرویزیاحقی     | اجرای زنده |
| دکلمه (مولودزهتاب) ما برآریم دست دعا…                        | حافظ                    |                | اجرای زنده |
| آواز حجاز و ابوعطا (ستار)                                    | فروغی بسطامی            | پرویزیاحقی     | اجرای زنده |
| فغان ز شبها (ستار)                                           | معینی کرمانشاهی         | حبیب اله بدیعی | اجرای زنده |
| کاشکی یارنازی داشتم (ستار)                                   | رضا شمسا                | ناصر تبریزی    | اجرای زنده |
| رفتم (هایده و ستار)                                          | نواب صفا                | علی تجویدی     | اجرای زنده |

### بزم شب یلدا
۲۰۰۲/۱۳۸۱
ستار و مهستی
ضبط در شبکه تلویزیونی تپش با مجری گری علی رضا امیر قاسمی

{نوازندگان: (شهرام فسازاده: ویلون-محمدحیدری: سنتور-جمال اسفندیار: تنبک)}

| نام ترانه                                            | ترانه‌سرا               | آهنگساز         | تنظیم                    |
| ---------------------------------------------------- | ---------------------- | --------------- | ------------------------ |
| آواز سه گاه (ستار) از زندگانی ام گله دارد جوانی      | بهجت تبریزی (شهریار)   | حبیب اله بدیعی  | اجرای زنده-شهرام فسازاده |
| آواز رفتم (ستار)                                     | نواب صفا               | علی تجویدی      | اجرای زنده-محمدحیدری     |
| خونه تکونی کردم (مهستی)                              | جهانبخش پازوکی         | جهانبخش پازوکی  | اجرای زنده-شهرام فسازاده |
| چشمات اخ شوره (ستارو مهستی)                          | مهدخت مخبر             | جواد لشگری      | اجرای زنده-محمدحیدری     |
| آوازسه گاه (ستار) همه هست ارزویم که ببینم از تو رویی | حافظ شیرازی            | حبیب اله بدیعی  | اجرای زنده-شهرام فسازاده |
| اشک من (ستار)                                        | هما میرافشار           | محمدحیدری       | اجرای زنده-محمدحیدری     |
| آواز سه گاه (ستار) می‌ترسم شبی که طوفان شود           | هما میرافشار           | محمدحیدری       | اجرای زنده-محمدحیدری     |
| شیرین شیرین (مهستی)                                  | محلی کرمانشاهی         | محلی            | اجرای زنده-شهیار فسازاده |
| آواز بیات اصفهان (ستار) گرچه مستیم و خراب…           | عماد خراسانی           | حبیب اله بدیعی  | اجرای زنده-شهرام فسازاده |
| بی محبت (مهستی)                                      | لیلا کسری (هدیه)       | حبیب اله بدیعی  | اجرای زنده-شهرام فسازاده |
| ساقی نامه (ستار) الهی به مستانه جام شهود             | میرزا حبیب اله خراسانی | رضا ورزنده      | اجرای زنده-محمدحیدری     |
| آمد اما (ستار و مهستی) در دستگاه همایون              | ابوالحسن ورزی          | همایون خرم      | اجرای زنده-محمدحیدری     |
| آواز دشتی (ستار) تو که با ما سریاری نداری            | باباطاهر               | مجید وفادار     | اجرای زنده-شهرام فسازاده |
| آواز (ستار) زندگی در ماهور                           | همامیرافشار            | عبدالوهاب شهیدی | اجرای زنده-محمدحیدری     |
| اگرم مستم مستم (ستار)                                | علی اکبر شیدا          | شیدا            | اجرای زنده-محمدحیدری     |
| مرو سفر (مهستی)                                      | بیژن ترقی              | پرویزیاحقی      | اجرای زنده-محمدحیدری     |

### بزم نوروزی
۲۰۰۳/۱۳۸۳
ستار و مهستی
ضبط در شبکه تلویزیونی ITN
{نوازندگان: (سنتور: محمدحیدری-تنبک: جمال اسفندیاری- ویلون: شهرام فسازاده-دکلمه: الهام الهه-مهران)}

| نام ترانه                                          | ترانه‌سرا             | آهنگساز              | تنظیم                    |
| -------------------------------------------------- | -------------------- | -------------------- | ------------------------ |
| دکلمه (الهام الهی)                                 | حافظ                 | پیش‌درآمد بیات اصفهان | اجرای زنده               |
| آواز (ستار) کنون که صاحب مژگان…                    | فروغی بسطامی         | حبیب اله بدیعی       | اجرای زنده-شهرام فسازاده |
| صبر و طاقت (مهستی و ستار)                          | جهانبخش پازوکی       | جهانبخش پازوکی       | اجرای زنده-محمدحیدری     |
| آوازشور (ستار) برف پیری                            | رحیم معینی کرمانشاهی | جواد لشگری           | اجرای زنده-محمدحیدری     |
| آوازشور (مهستی) ساقی ساقی پیاله را پرکن            | معینی کرمانشاهی      | همایون خرم           | اجرای زنده-شهرام فسازاده |
| دل میگه دلبر میاد (ستار و مهستی)                   | هما میرافشار         | عماد رام             | اجرای زنده-محمدحیدری     |
| آواز شور (ستار) همه هست ارزویم که ببینم از تو رویی | حافظ                 |                      | اجرای زنده-محمدحیدری     |
| چهارمضراب                                          |                      |                      | اجرای زنده-محمدحیدری     |
| دکلمه (الهام الهی) بیا تا گل برافشانیم             | حافظ                 |                      | اجرای زنده               |
| به من نخند (ستارو مهستی)                           | سعید دبیری           | بیژن مرتضوی          | اجرای زنده-محمدحیدری     |
| آواز شوشتری (ستار) تو که نوشم چرایی                | باباطاهر             |                      | اجرای زنده-محمدحیدری     |
| آفت جانی گرفتارش کنم (ستارو مهستی) در ماهور        | شیدا                 | شیدا                 | اجرای زنده-شهرام فسازاده |
| پیش‌درآمد چهارگاه (قسمت دوم بزم)                    |                      |                      | اجرای زنده-محمدحیدری     |
| آواز چهار گاه (ستار) عیب رندان                     | حافظ                 |                      | اجرای زنده-محمدحیدری     |
| سفر کرده (ستار)                                    | معینی کرمانشاهی      | علی تجویدی           | اجرای زنده-محمدحیدری     |
| دکلمه (مهران) بالا تراز سیاهی رنگی نیست            |                      |                      | اجرای زنده               |
| آنکه دلم برد خدایا (مهستی)                         | بیژن ترقی            | پرویزیاحقی           | اجرای زنده-شهرام فسازاده |
| آواز سه گاه (ستار) عاشق بیمار کیستی                | حافظ                 | حبیب اله بدیعی       | اجرای زنده-شهرام فسازاده |
| در بستر غم (مهستی)                                 | تورج نگهبان          | پرویزیاحقی           | اجرای زنده-شهرام فسازاده |

### بزم ناد علی(به مناسبت شهادت امام علی
۲۰۰۴/۱۳۸۳

قسمت اول ستار و مهستی-قسمت دوم با خوانندگی بهزاد
ضبط در شبکه تلویزیونی تپش

{نوازندگان: (سنتور: محمدحیدری-عود وتار: جمال اسفندیاری- تنبک و دف: سلطانی-دکلمه :)}

| نام ترانه                       | ترانه‌سرا          | آهنگساز | تنظیم                 |
| ------------------------------- | ----------------- | ------- | --------------------- |
| پیش‌درآمد                        |                   |         | اجرای زنده            |
| آواز (ستار) در مدح علی          | داراب افسربختیاری |         | اجرای زنده-محمد حیدری |
| علی گوییم یا علی (مهستی و ستار) |                   |         | اجرای زنده            |
| آواز (ستار) علی ای همای رحمت    | شهریار            |         | اجرای زنده-محمدحیدری  |
| آواز (مهستی) در مدح علی         |                   |         | اجرای زنده            |
| دکلمه مرده بودم زنده شدم        | مولوی             |         | اجرای زنده            |
| آواز (ستار) هزار جهد            | حافظ              |         | اجرای زنده-محمدحیدری  |
| یا مولا (ستار و مهستی)          | هما میرافشار      | محلی    | اجرای زنده-محمدحیدری  |
| آواز (ستار) و ادامه یا مولا علی | حافظ              |         | اجرای زنده-محمدحیدری  |

### بزم نوروزی
۲۰۰۷/۱۳۸۶
باحضور ستار
ضبط در شبکه تلویزیونی ITN

{نوازندگان: (سنتور: محمدحیدری-تنبک: جمال اسفندیاری- ویلون: شهرام فسازاده-دکلمه: الهام الهی-مهدی داوودی)}

| نام ترانه                                          | ترانه‌سرا        | آهنگساز          | تنظیم                    |
| -------------------------------------------------- | --------------- | ---------------- | ------------------------ |
| پیش‌درآمد چهارگاه                                   |                 |                  | اجرای زنده               |
| دکلمه (مهدی داوودی) خدایا ببخش گناه من             | مهدی داوودی     |                  | اجرای زنده               |
| آواز چهارگاه (ستار) عیب رندان                      | حافظ            |                  | اجرای زنده-محمدحیدری     |
| دکلمه (الهام الهی)                                 |                 |                  | اجرای زنده               |
| سفرکرده (ستار)                                     | معینی کرمانشاهی | علی تجویدی       | اجرای زنده-شهرام فسازاده |
| آواز (ستار) آرزو دارم                              | پژمان بختیاری   | همایون خرم       | اجرای زنده-شهرام فسازاده |
| آواز (ستار) باتو بودن                              | محمدعلی بهمنی   | انوشیروان روحانی | اجرای زنده-محمدحیدری     |
| اواز (ستار) صیددل                                  | سعدی            | اسماعیل مهرتاش   | اجرای زنده-محمدحیدری     |
| دکلمه (الهام الهی) درره عشق توای دوست ز پای افتادم | مهدی داوودی     |                  | اجرای زنده               |
| آوازسه گاه (ستار) از زندگانی ام گله دارم ای جوانی  | شهریار          | حبیب اله بدیعی   | اجرای زنده-شهرام فسازاده |
| دکلمه (مهدی داوودی) خدا کنه سفر نری                | مهدی داوودی     |                  | اجرای زنده               |
| آواز رفتم (ستار)                                   | نواب صفا        | علی تجویدی       | اجرای زنده -محمدحیدری    |
| حیف حیف (ستار)                                     | هما میرافشار    | محمدحیدری        | اجرای زنده-محمدحیدری     |
| قطعه پایانی موزیک بی کلام                          |                 |                  |                          |

### بزم سخن عشق
۲۰۰۸/۱۳۸۷
با حضور ستار 

ضبط در شبکه تلویزیونی اندیشه

{نوازندگان: (سنتور: محمدحیدری-تنبک: جمال اسفندیاری- ویلون: شهرام فسازاده-)}

| نام ترانه                                                      | ترانه‌سرا          | آهنگساز           | تنظیم                    |
| -------------------------------------------------------------- | ----------------- | ----------------- | ------------------------ |
| پیش‌درآمد                                                       |                   |                   | اجرای زنده               |
| اشک-درمایه افشاری (ستار) رفتی ز پیش دیده و برجان نشسته‌ای       | علی اشتری (فرهاد) | عبدالحسین ورزنده  | اجرای زنده-محمدحیدری     |
| آواز (ستار) راز خلقت                                           | معینی کرمانشاهی   | انوشیروان روحانی  | اجرای زنده-محمدحیدری     |
| آشفته حالی (ستار)                                              | معینی کرمانشاهی   | علی تجویدی        | اجرای زنده-شهرام فسازاده |
| دل سرده سرد (ستار)                                             | تورج نگهبان       | محمدحیدری         | اجرای زنده-محمدحیدری     |
| چهارمضراب                                                      |                   |                   | اجرای زنده-شهرام فسازاده |
| آتش دل-آواز ابوعطا (ستار) آنقدر سوختم با آتش دل ساختم تا سوختم | رهی معیری         | عبدالحسین برازنده | اجرای زنده-محمدحیدری     |
| اواز (ستار) سوختم                                              | رهی معیری         | عبدالحسین برازنده | اجرای زنده-شهرام فسازاده |
| چشمای گریون (ستار)                                             | مهدخت مخبر        | جواد لشگری        | اجرای زنده-شهرام فسازاده |

### بزم نوروزی
۲۰۱۱/۱۳۹۰

باحضور ستار 

ضبط در شبکه تلویزیونی TVP

{نوازندگان: (سنتور: داوود فارسی-تنبک: علی شاهد- ویلون: عارف ابراهیم‌زاده-دکلمه: خشایار قیاثی)}

| نام ترانه                                         | ترانه‌سرا          | آهنگساز         | تنظیم      |
| ------------------------------------------------- | ----------------- | --------------- | ---------- |
| پیش‌درآمد ماهور                                    |                   |                 | اجرای زنده |
| آواز (ستار) هزار جهد بکردم                        | حافظ              |                 | اجرای زنده |
| دکلمه (خشایار) مژده ای دل که دگرباره بهار آمده‌است | عمر خیام نیشابوری |                 | اجرای زنده |
| آواز ماهور (ستار)                                 | حافظ              |                 | اجرای زنده |
| دکلمه (خشایار)                                    |                   |                 | اجرای زنده |
| آواز (ستار) فغان از شب‌ها                          | فروغی بسطامی      | حبیب اله بدیعی  | اجرای زنده |
| دکلمه (خشایار)                                    |                   |                 | اجرای زنده |
| آواز شور (ستار) چو بشنوید سخن اهل دل که خطاست     | حافظ              | عبدالوهاب شهیدی | اجرای زنده |
| دکلمه (خشایار)                                    |                   |                 | اجرای زنده |
| آوازشور (ستار) زندگی                              | هما میرافشار      | عبدالوهاب شهیدی | اجرای زنده |
| از خونه تون بیان بیرون آی ادما خوشبخت (ستار)      | امیرپازوکی        | امیرپازوکی      | اجرای زنده |
| اگر مستم مستم (ستار) در ماهور                     | علی اکبر شیدا     | شیدا            | اجرای زنده |
| در فکر تو بودم (ستار) در ماهور                    | علی اکبر شیدا     | شیدا            | اجرای زنده |
| دکلمه (خشایار) بوی باران خوش به حال روزگار        | فریدون مشیری      |                 | اجرای زنده |

۲۰۱۸/۱۳۹۷

باحضور ستارو فائزه 

ضبط در شبکه تلویزیونی پارس

{نوازندگان: (ویلون: لقمان ادهمی-دکلمه: علی رضا میبدی)}

| نام ترانه                                          | ترانه‌سرا       | آهنگساز      | تنظیم      |
| -------------------------------------------------- | -------------- | ------------ | ---------- |
| ساز و آواز (ستار) برآمد باد صبح بوی نوروز          | سعدی           | لقمان ادهمی  | اجرای زنده |
| آواز (فایزه) گیسو سیاه                             | میرشریفی       | فریدون حافظی | اجرای زنده |
| آواز (ستار) از خونه تون بیان بیرون آی آدمای خوشبخت | امیرپازوکی     | امیرپازوکی   | اجرای زنده |
| آواز (فایزه) اگر مستم مستم                         | شیدا           | شیدا         | اجرای زنده |
| دکلمه و شعر (؟) کردستان                            |                |              | اجرای زنده |
| آواز (ستارو فایزه) بردی از یادم                    | پرویز خطیبی    | علی تجویدی   | اجرای زنده |
| سوغاتی (ستارو فایزه)                               | اردلان سرافراز | محمدحیدری    | اجرای زنده |

### بزم شب چله
۲۰۲۰/۱۳۹۹

باحضور ستار 

ضبط در شبکه تلویزیونی تپش

{نوازندگان: (تنبک: امیر پاکرو-کیبورد: فرزاد احتسابی-تار: جمال اسفندیاری-دکلمه: زهرا سروش)}

| نام ترانه                                                  | ترانه‌سرا             | آهنگساز        | تنظیم                     |
| ---------------------------------------------------------- | -------------------- | -------------- | ------------------------- |
| دکلمه (زهرا سروش) شب عاشقان بی دل…                         | سعدی                 |                | اجرای زنده                |
| آواز (ستار) گفتی بگو عاشق و بیمار کیستی                    | حافظ                 |                | اجرای زنده-جمال اسفندیاری |
| آواز (ستار) رفتم                                           | نواب صفا             | علی تجویدی     | اجرای زنده-جمال اسفندیاری |
| آواز دشتی (ستار) من ازچشمان خود آموختم..                   | رنجی تهرانی          |                | اجرای زنده-جمال اسفندیاری |
| حیف حیف (ستار)                                             | هما میرافشار         | محمدحیدری      | اجرای زنده-جمال اسفندیاری |
| آواز (ستار) آخرین طبیب                                     | جهانبخش پازوکی       | جهانبخش پازوکی | اجرای زنده-فرزاد          |
| سیمین بری (ستار)                                           | صفایی                | جمشید شیبانی   | اجرای زنده-فرزاد          |
| دکلمه (زهرا سروش) من غلام قمرم…                            | مولوی                |                | اجرای زنده                |
| آواز بیات اصفهان (ستار) به شهرودیاری ببر تو مرا            | بهادریگانه           | همایون خرم     | اجرای زنده-جمال اسفندیاری |
| تصنیف در دستگاه همایون آواز بیات اصفهان (ستار) بهار دلنشین | بیژن ترقی            | روح اله خالقی  | اجرای زنده-جمال اسفندیاری |
| آواز بیات اصفهان (ستار) توای بی وفا                        | بهادریگانه           | همایون خرم     | اجرای زنده-فرزاد          |
| نگو نگو نمیام (ستار)                                       | جهانبخش پازوکی       | جهانبخش پازوکی | اجرای زنده-فرزاد          |
| آواز (ستار) آمد امّا                                        | ابوالحسن ورزی        | همایون خرم     | اجرای زنده-فرزاد          |
| کیه کیه و تیر مژگون (ستار)                                 | شیدا                 | شیدا           | اجرای زنده-فرزاد          |
| ساز و دکلمه (زهرا سروش) قند باشد بوسه باشد                 | علی صالحی            |                | اجرای زنده                |
| آواز افشاری و عراق (ستار) ای ساقی آتش مست از می نابم کن    | منصور ه اتابکی       | مهدی خالدی     | اجرای زنده-اسفندیاری      |
| تصنیف در افشاری (ستار) به دورانی که شد قحط وفای دلها       | رحیم معینی کرمانشاهی | اسداله ملک     | اجرای زنده -اسفندیاری     |
| آواز (ستار) قدم رنجه                                       | مسعود امینی          | کاظم عالمی     | اجرای زنده-فرزاد          |
| چهارمضراب-آواز (ستار) هزار جهد                             | حافظ                 |                | اجرای زنده-فرزاد          |
| آواز (ستار) اشک من                                         | هما میرافشار         | محمدحیدری      | اجرای زنده-جمال اسفندیاری |
| تصنیف (ستار) من دیگه یار نمی خوام                          | جهانبخش پازوکی       | جهانبخش پازوکی | اجرای زنده-فرزاد          |

## آلبوم‌های رسمی

### خانه بدوش 1351 / 1973
آلبوم رسمی (صفحه 45دور)
| نام ترانه      | خانه بدوش           | خانه بدوش(هم صدایی بابک بیات) |
| ترانسرا        | ایرج جنتی عطایی     | ایرج جنتی عطایی               |
| آهنگسازو تنظیم | بابک بیات-محمداوشال | بابک بیات                     |

### همسفر 1352 / 1974
آلبوم رسمی (صفحه 45دور)
| نام ترانه | همسفر          | همسفر(موزیک خالی) |
| ترانسرا   | سعیدطبیبی      |                   |
| آهنگساز   | تورج شعبانخانی | تورج شعبانخانی    |
| تنظیم     | اریک ارکانت    | اریک ارکانت       |

### شهرغم 1352 / 1974
آلبوم رسمی (صفحه 45دور)
| نام ترانه | شهرغم               | شب ودیوار           |
| ترانسرا   | ایرج جنتی عطایی     | ایرج جنتی عطایی     |
| آهنگساز   | بابک بیات           | بابک بیات           |
| تنظیم     | بابک بیات-ممحداوشال | بابک بیات-محمداوشال |

### باد می‌آید ۱۳۵۴ / ۱۹۷۵
آلبوم رسمی (مشترک با اردلان سرفراز) در دستگاه سه گاه

سنتورصادق زحمتکش

| نام ترانه      | هنوز          | شب و شمع      | دکلمه باد میاد | تصویر         | عروسک         | دکلمه دریا    | موزیک خالی دریا |
| ترانه‌سرا       | شهیار قنبری   | فرهنگ قاسمی   | اردلان سرفراز  | فرهنگ قاسمی   | اردلان سرفراز | اردلان سرفراز |                 |
| آهنگسازو تنظیم | فریبرز لاچینی | فریبرز لاچینی | فریبرز لاچینی  | فریبرز لاچینی | فربرز لاچینی  | فریبرز لاچینی |                 |

### اشک ۱۳۶۰ / ۱۹۸۱
آلبوم رسمی (گوینده فریدون توفیقی )
سه تار: احمد رحمانی پور-تنبک: رضا ترشیزی-ویلون: لقمان ادهمی
صاد
| نام ترانه      | اشک         | افلاکی      |
| ترانسرا        | رهی معیری   | رهی معیری   |
| آهنگسازو تنظیم | لقمان ادهمی | لقمان ادهمی |

عید شما مبارک ۱۳۶۱ / ۱۹۸۲
آلبوم رسمی (مشترک با مهستی و ناصر چشم‌آذر)

| نام ترانه                | ترانه‌سرا     | آهنگساز     | تنظیم       |
| ------------------------ | ------------ | ----------- | ----------- |
| عاشق (خدایا من غریب)     | بیژن سمندر   | ناصر چشم‌آذر | ناصر چشم‌آذر |
| ایران ایران (اجرای زنده) | علیرضا میبدی | عماد رام    | ناصر چشم‌آذر |

### انتخابی «۱» ۱۳۶۱ / ۱۹۸۲
آلبوم رسمی (مشترک با داریوش، ابی، سیاوش قمیشی، شهرام شب‌پره، امیر آرام و شهره)
| نام ترانه | ترانه‌سرا | آهنگساز    | تنظیم         |
| --------- | -------- | ---------- | ------------- |
| پند حافظ  | حافظ     | بابک افشار | منوچهر چشم‌آذر |

### شناسنامه ۱۳۶۱ / ۱۹۸۲
آلبوم رسمی
| نام ترانه    | ترانه‌سرا    | آهنگساز      | تنظیم                |
| ------------ | ----------- | ------------ | -------------------- |
| شناسنامه     | ژاکلین      | فرخ آهی      | فرخ آهی              |
| همسرم        | ژاکلین      | فرخ آهی      | فرخ آهی-فیروزه افشار |
| گذشته‌ها      | ژاکلین      | فرخ آهی      | فرخ آهی              |
| هموطن        | پژمان باقری | پژمان باقری  | فیروزه افشار-فرخ آهی |
| عمو زنجیرباف | فرخ آهی     | فیروزه افشار | فرخ آهی-فیروزه افشار |
| عید          | (بی کلام)   | فیروزه افشار | فیروزه افشار         |

### راز دل ۱۳۶۱ / ۱۹۸۳
آلبوم رسمی (مشترک با هایده)
| نام ترانه     | ترانه‌سرا      | آهنگساز    | تنظیم          |
| ------------- | ------------- | ---------- | -------------- |
| قصه ما        | حمید مصدق     | فرید زلاند | سیمون آوانسیان |
| ای کاش        | اردلان سرفراز | فرید زلاند | سیمون آوانسیان |
| تا تو رو دیدم | جلیل زلاند    | جلیل زلاند | سیمون آوانسیان |
| خاک خسته      | اردلان سرفراز | فرید زلاند | آندرانیک       |

### به یاد داریوش رفیعی ۱۳۶۳ / ۱۹۸۴
آلبوم رسمی
| نام ترانه                  | ترانه‌سرا                       | آهنگساز               | تنظیم                    |
| -------------------------- | ------------------------------ | --------------------- | ------------------------ |
| راز شمع (در مایه بیات زند) | معینی کرمانشاهی-نظام فاطمی؟(۱) | مجید وفادار           | فضل‌الله توکل             |
| آواز بیات ترک              | پژمان بختیاری                  | لقمان ادهمی-فریدفرجاد | لقمان ادهمی-ایرج طاهری   |
| کو آن شبها                 | رحیم معینی کرمانشاهی           | مجید وفادار           | لقمان ادهمی-سیاوش پویان  |
| آواز شوشتری و اصفهان       | مشتاق اصفهانی                  | لقمان ادهمی-فریدفرجاد | لقمان ادهمی-ایرج طاهری   |
| باد بهاری                  | نظام فاطمی                     | مجید وفادار           | ناصر چشم اذر-لقمان ادهمی |

(۱) در کاور یک از آلبومهای "کوروس سرهنگ زاده" نام ترانه‌سرا "نظام فاطمی" ذکر شده و در کاور آلبومی از "داریوش رفیعی" نام ترانه‌سرای همین تصنیف "رحیم معینی کرمانشاهی" ذکر شده‌است.

### خاطره «۳ (اشاره)» ۱۳۶۳ / ۱۹۸۴
آلبوم رسمی (مشترک با هایده، حمیرا و صادق نوجوکی)
| نام ترانه   | ترانه‌سرا  | آهنگساز     | تنظیم       |
| ----------- | --------- | ----------- | ----------- |
| آشتی        | لیلا کسری | صادق نوجوکی | صادق نوجوکی |
| سپید و سیاه | لیلا کسری | صادق نوجوکی | صادق نوجوکی |

### بانی ۱۳۶۳ / ۱۹۸۴
آلبوم رسمی بانی
| نام ترانه        | ترانه‌سرا    | آهنگساز        | تنظیم          |
| ---------------- | ----------- | -------------- | -------------- |
| چادر نماز گل گلی | پورنگ       | حسن شماعی‌زاده  | نوید نحوی      |
| بانی             | مسعود امینی | فریدون حیدرنیا | فریدون حیدرنیا |
| مسلمانان         | حافظ        | لقمان ادهمی    | لقمان ادهمی    |
| زندان آزادی      | فرخ درگاهی  | فریدون حیدرنیا | فریدون حیدرنیا |
| کوزه             | لقمان ادهمی | لقمان ادهمی    | لقمان ادهمی    |
| حیدر خان         | ایرج طاهری  | ایرج طاهری     | ایرج طاهری     |

### نرگس شیراز ۱۳۶۳ / ۱۹۸۴
آلبوم رسمی (مشترک با هایده و مهستی)
| نام ترانه | ترانه‌سرا     | آهنگساز    | تنظیم         |
| --------- | ------------ | ---------- | ------------- |
| عمو نوروز | لیلا کسری    | فرید زلاند | منوچهر چشم‌آذر |
| صدای تو   | ناناز پیرنیا | فرید زلاند | آندرانیک      |

 کاست بهترین (ستار-هایده-هوشمند عقیلی)۱۹۸۴/۱۳۶۳

آلبوم رسمی (مشترک با هایده و هوشمند عقیلی)
| نام ترانه | شور مستی (خدایا تا کی) | سفرنامه        |
| ترانسرا   | بهادریگانه             | اردلان سرافراز |
| آهنگساز   | همایون خرم             | فرید زلاند     |
| تنظیم     | فریدفرجاد              | آندرانیک       |

### خاطره «۴(شب عشق)» ۱۳۶۴ / ۱۹۸۵
آلبوم رسمی (مشترک با هایده، مهستی، ابی و صادق نوجوکی)
| نام ترانه | ترانه‌سرا  | آهنگساز     | تنظیم       |
| --------- | --------- | ----------- | ----------- |
| گل ناز    | لیلا کسری | صادق نوجوکی | صادق نوجوکی |

### انتخابی «۳(قناری)» ۱۳۶۴ / ۱۹۸۵
آلبوم رسمی (مشترک با هایده، مهستی، حمیرا، حسن شماعی‌زاده، هوشمند عقیلی، داوود بهبودی و شهره)
| نام ترانه   | ترانه‌سرا   | آهنگساز     | تنظیم       |
| ----------- | ---------- | ----------- | ----------- |
| از عشق مردن | بیژن سمندر | ناصر چشم‌آذر | ناصر چشم‌آذر |

### انتخابی «۴(نازنین)» ۱۳۶۴ / ۱۹۸۵
آلبوم رسمی (مشترک با داریوش، ابی و حمیرا)
| نام ترانه | ترانه‌سرا      | آهنگساز    | تنظیم    |
| --------- | ------------- | ---------- | -------- |
| گل پونه   | اردلان سرفراز | فرید زلاند | آندرانیک |

### انتخابی «۵ (کمترکمتر)» ۱۳۶۴ / ۱۹۸۵
آلبوم رسمی (مشترک با هایده، حمیرا، حسن شماعی‌زاده، احمد آزاد و شهره)
| نام ترانه | کاش (جاده)(۱) |
| ترانسرا   | ژاکلین        |
| آهنگساز   | ناصر چشم آذر  |
| تنظیم     | ناصر چشم آذر  |

(۱) در کاور این کاست نام آهنگ "عاشق" درج گردیده‌است.

### انتخابی «۷ (گذشته‌های شیرین)» ۱۳۶۵ / ۱۹۸۶
آلبوم رسمی (مشترک با مهستی، شاهرخ، فتانه، احمد آزاد، بهرام حصیری و علی نظری)
| نام ترانه | ترانه‌سرا    | آهنگساز   | تنظیم     |
| --------- | ----------- | --------- | --------- |
| مارو باش  | شهیار قنبری | محمدحیدری | محمدحیدری |

### انتخابی «۸ (کیه کیه)» ۱۳۶۵ / ۱۹۸۶
آلبوم رسمی (مشترک با هایده، مهستی، ابی، امیر آرام و کیوان رزازیان)
| نام ترانه | کیه کیه              |
| ترانسرا   | ناصرالدین شاه قاجار؟ |
| آهنگساز   | علی اکبرشیدا         |
| تنظیم     | ناصر چشم آذر         |

### گلپری ۱۳۶۵ / ۱۹۸۶
آلبوم رسمی
| نام ترانه      | ترانه‌سرا      | آهنگساز        | تنظیم          |
| -------------- | ------------- | -------------- | -------------- |
| چه قشنگه عاشقی | لیلا کسری     | منوچهر چشم آذر | منوچهر چشم آذر |
| گلپری          | مسعود فردمنش  | سیاوش قمیشی    | منوچهر چشم آذر |
| خاک            | بیژن سمندر    | منوچهر چشم آذر | منوچهر چشم آذر |
| انشاءالله      | لیلا کسری     | منوچهر چشم آذر | منوچهر چشم آذر |
| گرفتار         | اردلان سرفراز | فرید زلاند     | آندرانیک       |
| یک شبه         | اردلان سرفراز | آندرانیک       | آندرانیک       |

### انتخابی «۹» ۱۳۶۶ / ۱۹۸۷
آلبوم رسمی (مشترک با هایده، مهستی، فرزین، بهرام حصیری و بهاره)
| نام ترانه | ترانه‌سرا     | آهنگساز | تنظیم      |
| --------- | ------------ | ------- | ---------- |
| یا مولا   | هما میرافشار | محلی    | احمد پژمان |

### گنجینه «۱» ۱۳۶۶ / ۱۹۸۷
آلبوم رسمی (مشترک با هایده، مهستی و معین)
| نام ترانه | ترانه‌سرا       | آهنگساز        | تنظیم         |
| --------- | -------------- | -------------- | ------------- |
| نارفیق    | جهانبخش پازوکی | جهانبخش پازوکی | منوچهر چشم‌آذر |

### گلریز ۱۳۶۶ / ۱۹۸۷
آلبوم رسمی (مشترک با هایده، مهستی و سوزان روشن)
| نام ترانه | ترانه‌سرا     | آهنگساز    | تنظیم        |
| --------- | ------------ | ---------- | ------------ |
| خوشگله    | هما میرافشار | بابک افشار | زاره کشیشیان |

### تک خال ۱۳۶۶ / ۱۹۸۷
آلبوم رسمی
| نام ترانه   | ترانه‌سرا       | آهنگساز                | تنظیم                |
| ----------- | -------------- | ---------------------- | -------------------- |
| تک خال      | هدیه           | فرخ آهی                | فرخ آهی-فیروزه افشار |
| فلسفه عشق   | هدیه           | فرخ آهی                | فرخ اهی-فیروزه افشار |
| همیشه عشق   | هدیه           | فرخ آهی                | فرخ اهی-فیروزه افشار |
| عزیز دُردونه | هدیه           | فرخ آهی / فیروزه افشار | فرخ اهی-فیروزه افشار |
| دختر کدخدا  | هدیه           | فرخ آهی-سیامک مجد      | فرخ آهی              |
| تلفن        | هدیه           | فرخ آهی                | فرخ آهی-فیروزه افشار |
| دخترم       | فریدون علیخانی | فرخ آهی                | فرخ آهی-فیروزه افشار |

### طنین صلح ۱۳۶۶ / ۱۹۸۷
آلبوم رسمی (مشترک با مهستی، مارتیک، محمود قربانی و خوانندگان مختلف)
| نام ترانه | ترانه‌سرا     | آهنگساز    | تنظیم      |
| --------- | ------------ | ---------- | ---------- |
| ای دل     | هما میرافشار | بابک افشار | بابک افشار |

بزم هنرمندان۱۹۸۷/۱۳۶۶

آلبوم رسمی (مشترک با الهه، مرتضی، مولود زهتاب و هما میرافشار)

سنتور: محمدحیدری-ویلون: بهروز پناهی-تنبک: سلطانی-دکلمه: مولود زهتاب و هما میرافشار

| نام ترانه                                                  | ترانه‌سرا          | آهنگساز           | تنظیم      |
| ---------------------------------------------------------- | ----------------- | ----------------- | ---------- |
| دکلمه و آواز (ستار و الهه)                                 | هما میرافشار      | محمدحیدری         | اجرای زنده |
| فقان چه شبها (ستار و الهه)                                 | بهادر یگانه       | همایون خرم        | اجرای زنده |
| مسته یا حالیشه (مولود زهتاب)                               | همامیرافشار       | محمدحیدری         | اجرای زنده |
| نم نم بارون و آواز تیر مژگون (ستار و مرتضی) در مایه شوشتری | فضل اله توکل-شیدا | فضل اله توکل-شیدا | اجرای زنده |
| پونه‌ها (الهه)                                              | لعبت والا         | محمدحیدری         | اجرای زنده |
| دکلمه (مولود زهتاب)                                        | همامیرافشار       | محمدحیدری         | اجرای زنده |
| من حالا از تو دورم (الهه)                                  | نواب صفا          | جواد لشگری        | اجرای زنده |
| دکلمه و آواز (الهه)                                        | همامیرافشار       | محمدحیدری         | اجرای زنده |

### مطرب ۱۳۶۷ / ۱۹۸۸
آلبوم رسمی (مشترک با داریوش و ابی)
| نام ترانه                 | ترانه‌سرا      | آهنگساز    | تنظیم          |
| ------------------------- | ------------- | ---------- | -------------- |
| مطرب                      | اردلان سرفراز | فرید زلاند | منوچهر چشم آذر |
| هوای عاشق (دستگاه همایون) | شهیار قنبری   | آندرانیک   | آندرانیک       |

### پرستوها ۱۳۶۷ / ۱۹۸۸
آلبوم رسمی (مشترک با هایده و مهستی)
| نام ترانه   | ترانه‌سرا    | آهنگساز     | تنظیم       |
| ----------- | ----------- | ----------- | ----------- |
| نم نم بارون | پژمان باقری | پژمان باقری | پژمان باقری |
| دلواپسی     | لقمان ادهمی | لقمان ادهمی | لقمان ادهمی |

'کاست هوای تازه'۱۳۷۵/۱۹۹۷

|-
آلبوم رسمی (مشترک با [امیر آرام-حسن شماعی‌زاده-شهرام صولتی-جهان])
| نام ترانه | غوغای ستارگان |
| ترانه‌سرا  | کریم فکور     |
| آهنگساز   | همایون خرم    |
| تنظیم     | سارو          |

### گل‌های رنگارنگ ۱۳۶۹ / ۱۹۹۰
آلبوم رسمی (مشترک با مهستی)

گوینده: فریدون توفیقی
| نام ترانه                    | اشعار متن برنامه                            | غزل آواز      | ترانه‌سرا  | آهنگساز        | تنظیم          | گوینده      |
| ---------------------------- | ------------------------------------------- | ------------- | --------- | -------------- | -------------- | ----------- |
| بس کن (دستگاه سه گاه)        | حافظ / شهریار / سیمین بهبهانی / بهادر یگانه | سیمین بهبهانی | لیلا کسری | حبیب‌الله بدیعی | حبیب‌الله بدیعی | مولود زهتاب |
| بی محبت (دستگاه بیات اصفهان) | عراقی / رهی معیری / حافظ / فریدون صلاحی     | عماد خراسانی  | لیلا کسری | حبیب‌الله بدیعی | احمد پژمان     | مولود زهتاب |

### قدم رنجه ۱۳۶۹ / ۱۹۹۰
آلبوم رسمی
| نام ترانه      | ترانه‌سرا     | آهنگساز       | تنظیم         |
| -------------- | ------------ | ------------- | ------------- |
| قدم رنجه       | مسعود امینی  | کاظم عالمی    | کاظم عالِمی    |
| نازگُلک         | منیره طاها   | منیره طاها    | کاظم عالِمی    |
| عروسی          | لیلا کسری    | صادق نوجوکی   | صادق نوجوکی   |
| عجب چشایی داری | امیری        | منوچهر چشم‌آذر | منوچهر چشم‌آذر |
| طلاق           | هما میرافشار | محمد حیدری    | صادق نوجوکی   |
| مادر           | لیلا کسری    | محمد حیدری    | بیژن مرتضوی   |
| پیله           | کوروش اَنگالی | سلیمان واثقی  | منوچهر چشم‌آذر |
| یوسف کنعان     | مسعود فردمنش | سیاوش قمیشی   | منوچهر چشم‌آذر |

### انتخابی «۱۱(بی نظیر)» ۱۳۷۰ / ۱۹۹۱
آلبوم رسمی (مشترک با هایده، مهستی، حبیب، فرزین، دلارام، پیام و آرتوش)
| نام ترانه | ترانه‌سرا       | آهنگساز        | تنظیم         |
| --------- | -------------- | -------------- | ------------- |
| بی‌نظیر    | جهانبخش پازوکی | جهانبخش پازوکی | منوچهر چشم‌آذر |

### ضیافت ۱۳۷۰ / ۱۹۹۱
آلبوم رسمی (مشترک با مهستی و فرامرز آصف)
| نام ترانه  | ترانه‌سرا     | آهنگساز | تنظیم  |
| ---------- | ------------ | ------- | ------ |
| بسوز ای دل | ایرج رزمجو   | آرش(۱)  | آرش(۱) |
| تارا       | هما میرافشار | آرش(۱)  | آرش(۱) |

(۱) روی کاور آلبوم نام مستعار آهنگساز به نام آرش بخاطر زندگی در ایران ثبت گردید)

### همسفر عشق ۱۳۷۲ / ۱۹۹۳
آلبوم رسمی (مشترک با مهستی و فتانه و دلارام و احمد آزاد)
| نام ترانه | ترانه‌سرا    | آهنگساز     | تنظیم       |
| --------- | ----------- | ----------- | ----------- |
| همسفر عشق | پروانه سالم | پروانه سالم | بهروز پناهی |
| دل شیطون  | پروانه سالم | پروانه سالم | بهروز پناهی |

### سکه طلا ۱۳۷۲ / ۱۹۹۳
آلبوم رسمی (مشترک با شهره و شهرام صولتی)
| نام ترانه | ترانه‌سرا     | آهنگساز      | تنظیم          |
| --------- | ------------ | ------------ | -------------- |
| باور نکن  | مسعود فردمنش | مسعود فردمنش | منوچهر چشم آذر |
| پروانه    | مسعود فردمنش | مسعود فردمنش | منوچهر چشم آذر |

### زیارت ۱۳۷۲ / ۱۹۹۳
آلبوم رسمی (مشترک با شهره و ابی)
| نام ترانه | ترانه‌سرا     | آهنگساز       | تنظیم          |
| --------- | ------------ | ------------- | -------------- |
| دو پرنده  | هما میرافشار | سورن الکساندر | آرمن آهارونیان |
| آمدی      | هما میرافشار | سورن الکساندر | آرمن آهارونیان |

### قصه ۱۳۷۲ / ۱۹۹۳
آلبوم رسمی (مشترک با شهره و فتانه و جمشید مجد)
| نام ترانه            | ترانه‌سراوآهنگساز | تنظیم       |
| -------------------- | ---------------- | ----------- |
| خواستگاری            | حسین واثقی       | داووداردلان |
| رقیب (آواز دشتستانی) | حسین واثقی       | داووداردلان |

### خانه عاشق کجاست ۱۳۷۳ / ۱۹۹۴
آلبوم رسمی (مشترک با مهستی، حمیرا، مارتیک، شهره و عماد رام)
| نام ترانه | ترانه‌سراواهنگساز | تنظیم         |
| --------- | ---------------- | ------------- |
| تکرار     | عماد رام         | منوچهر چشم‌آذر |

### ارمغان ۱۳۷۳ / ۱۹۹۴
آلبوم رسمی (مشترک با دلارام)
| نام ترانه | ترانه‌سرا       | آهنگساز        | تنظیم           |
| --------- | -------------- | -------------- | --------------- |
| پناه      | جهانبخش پازوکی | جهانبخش پازوکی | کاظم عالمی      |
| قاصد عشق  | امیر فرخ تجلی  | امیر فرخ تجلی  | مهداد زند کریمی |
| گل کینه   | امیر فرخ تجلی  | امیر فرخ تجلی  | کاظم عالمی      |
| سرو ناز   | لیلا کسری      | صادق نوجوکی    | صادق نوجوکی     |

بزم نامهربونی-۱۹۹۵/۱۳۷۵

آلبوم رسمی (مشترک با الهه)

کمانچه: ورزی-سنتور: محمدحیدری-ویلون: بهروز پناهی-تنبک: مسعود مدیریان-دکلمه: مولودزهتاب

| نام ترانه                     | ترانه‌سرا      | آهنگساز        | تنظیم      |
| ----------------------------- | ------------- | -------------- | ---------- |
| بازآمد (ستار و الهه)          | رهی معیری     | همایون خرم     | محمد حیدری |
| بوی خوش تو (ستار و الهه)      | حافظ          | حبیب‌اله بدیعی  | محمد حیدری |
| دلم تنگ اومد (ستار)           | محمدعلی بهمنی | مسعود حسن خانی | محمد حیدری |
| چشم بلوطی (ستار)              | محمدعلی بهمنی | حسین صمدی      | محمد حیدری |
| دوست دارم (ستار و الهه) دکلمه | پژمان بختیاری |                |            |
| من از روز ازل ۱ (ستار و الهه) | رهی معیری     | مرتضی محجوبی   | محمد حیدری |
| من از روز ازل ۲ (ستار و الهه) | رهی معیری     | مرتضی محجوبی   | محمد حیدری |
| نقش من چرا (ستار و الهه)      | فضل‌الله توکل  | فضل‌الله توکل   | محمد حیدری |
| نامهربونی (الهه و ستار)       | تورج نگهبان   | محمدحیدری      | محمد حیدری |
| رسوای زمانه (ستار و الهه)     | بهادریگانه    | همایون خرم     | محمد حیدری |

### فصل پنجم ۱۳۷۴ / ۱۹۹۵
آلبوم رسمی
| نام ترانه        | ترانه‌سرا       | آهنگساز      | تنظیم          |
| ---------------- | -------------- | ------------ | -------------- |
| چشم بادومی       | هما میرافشار   | محمد حیدری   | کاظم عالمی     |
| رویا             | فریدون علیخانی | فرهاد بشارتی | آرمن آهارونیان |
| غم مخور          | حافظ           | آرتور        | آرتور          |
| سرنوشت           | ظفر            | سنجری        | کاظم عالمی     |
| از سفر اومده بود | هما میرافشار   | محمد حیدری   | محمد حیدری     |
| دنیای بابا       | ناصر مهدی‌پور   | حبیب         | مجید قربانیان  |
| فصل پنجم         | فریدون علیخانی | فرهاد بشارتی | آرمن آهارونیان |
| یادته            | هما میرافشار   | محمد حیدری   | محمد حیدری     |

عاشقانه ۱۳۷۴ / ۱۹۹۵
آلبوم رسمی
| نام ترانه  | ترانه‌سرا     | آهنگساز       | تنظیم          |
| ---------- | ------------ | ------------- | -------------- |
| عشق من     | هما میرافشار | سورن الکساندر | آرمن آهارونیان |
| تنها نبودی | هما میرافشار | سورن الکساندر | آرمن آهارونیان |
| بلوغ ستاره | هما میرافشار | سورن الکساندر | آرمن آهارونیان |
| حاشا مکن   | هما میرافشار | سورن الکساندر | آرمن آهارونیان |
| جدایی      | هما میرافشار | سورن الکساندر | آرمن آهارونیان |
| ای عاشقان  | هما میرافشار | سورن الکساندر | آرمن آهارونیان |

### حقیقت ۱۳۷۴ / ۱۹۹۵
آلبوم رسمی (مشترک با مهستی)
| نام ترانه     | ترانه‌سرا       | آهنگساز          | تنظیم         |
| ------------- | -------------- | ---------------- | ------------- |
| دیگه نکن گریه | جهانبخش پازوکی | منوچهر چشم‌آذر(۱) | منوچهر چشم‌آذر |
| عاشق می‌مونیم  | جهانبخش پازوکی | منوچهر چشم‌آذر(۲) | منوچهر چشم‌آذر |
| بی عشق هرگز   | جهانبخش پازوکی | منوچهر چشم‌آذر(۳) | منوچهر چشم‌آذر |

معمولاً آهنگساز ترانه‌های آقای پازوکی برعهده خودش می‌باشد که احتمالاً روی کاور به اشتباه نام منوچهر چشم آذر ثبت شده.

### نمی‌ذارم بری ۱۳۷۵ / ۱۹۹۶
آلبوم رسمی (مشترک با شهره)

(۱) همکاری وهم خوانی مشترک ستار-ویگن-مرتضی-لیلا-عارف-اندی-کوروس-لیلا-دلارام-فتانه
| نام ترانه | مستی        | نوبهار(۱)        |
| ترانسرا   | همامیرافشار | همامیرافشار      |
| آهنگساز   | محمد مقدم   | مرتضی برجسته     |
| تنظیم     | محمد مقدم   | اف-ام-فیلارمونیک |

بزم بهار عاشقان (صوتی و تصویری)۱۹۹۶/۱۳۷۵

آلبوم رسمی (مشترک با مهستی)

سنتور: سیروس الوندی-تار: احمد رحمانی پور-تنبک: علی توللی-ویلون: ناصر نامجو
| نام ترانه                                        | ترانه‌سرا          | آهنگساز        | تنظیم      |
| ------------------------------------------------ | ----------------- | -------------- | ---------- |
| پیش‌درآمد سه گاه-آواز (ستار)                      | حافظ              | ؟              | اجرای زنده |
| فایده نداره (ستار و مهستی)                       | جهانبخش پازوکی    | جهانبخش پازوکی | اجرای زنده |
| آیینه شاهی-مخالف سه گاه (ستار)                   | عبدالحسین جلالیان |                | اجرای زنده |
| آخرین طبیب (مهستی و ستار)                        | جهانبخش پازوکی    | جهانبخش پازوکی | اجرای زنده |
| چهارمضراب-بیات اصفهان                            |                   | ؟              | اجرای زنده |
| آمد امّا (ستار و مهستی) درآواز بیات اصفهان        | ورزی              | همایون خرم     | اجرای زنده |
| کیه کیه (ستارو مهستی) در دستگاه همایون (بیداد)   | شیدا              | شیدا           | اجرای زنده |
| ناوک مژگان (ستار و مهستی) در آواز شوشتری (چکاوک) | علی اکبر شیدا     | علی اکبر شیدا  | اجرای زنده |
| پیش‌درآمد همایون-آواز هزار جهد (ستار)             | حافظ              | ؟              | اجرای زنده |
| توای پری کجایی (ستار) در دستگاه همایون           | هوشنگ ابتهاج      | همایون خرم     | اجرای زنده |
| زندگانی (ستار و مهستی)                           | میرناصر شریفی     | مهدی خالدی     | اجرای زنده |
| عزیزم (مهستی-ستار)                               | جهانبخش پازوکی    | جهانبخش پازوکی | اجرای زنده |

سومین حکایت۱۹۹۶/۱۳۷۵

آلبوم رسمی
کار مشترک و دکلمه با مسعود فردمنش

| نام ترانه             | ترانه‌سرا     | آهنگساز      | تنظیم          |
| --------------------- | ------------ | ------------ | -------------- |
| اشک ناکامی            | مسعود فردمنش | مسعود فردمنش | آرمن آهارونیان |
| بنویس (مسعود فردمنش)  | مسعود فردمنش | مسعود فردمنش | آرمن آهارونیان |
| می‌ترسم (مسعود فردمنش) | مسعود فردمنش | مسعود فردمنش | آرمن آهارونیان |
| گل‌های کاغذی           | مسعود فردمنش | مسعود فردمنش | آرمن آهارونیان |
| خاطره                 | مسعود فردمنش | مسعود فردمنش | آرمن آهارونیان |
| کجا بود               | مسعود فردمنش | مسعود فردمنش | آرمن آهارونیان |
| مهتاب                 | مسعود فردمنش | مسعود فردمنش | آرمن آهارونیان |
| من و غروب و جاده      | مسعود فردمنش | مسعود فردمنش | آرمن آهارونیان |

### کوچه ۱۳۷۷ / ۱۹۹۸
آلبوم رسمی
| نام ترانه    | ترانه‌سرا      | آهنگساز       | تنظیم                   |
| ------------ | ------------- | ------------- | ----------------------- |
| زندون دلتنگی | مهین آبادانی  | پرویز قَدَرخانی | فرید زلاند / جف صادکیان |
| جان شیرینم   | هما میرافشار  | فرید زلاند    | تیگران ساکیان           |
| خط بکش       | منصور خراسانی | پرویز قَدَرخانی | آندرانیک                |
| کوچه         | مهین آبادانی  | فرید زلاند    | فرید زلاند / جف صادکیان |
| خورشید خانوم | امیرفرخ تجلی  | آندرانیک      | آندرانیک                |
| ساقی         | مهین آبادانی  | پرویز قَدَرخانی | آندرانیک                |

### گل گندم ۱۳۷۹ / ۲۰۰۰
آلبوم رسمی (مشترک با مهستی)
| نام ترانه                     | ترانه‌سرا     | آهنگساز       | تنظیم         |
| ----------------------------- | ------------ | ------------- | ------------- |
| بوی نون و بوی گندم (با مهستی) | علیرضا میبدی | مهرداد آسمانی | منوچهر چشم‌آذر |
| آهو                           | مسعود امینی  | مهرداد آسمانی | شوبرت آواکیان |
| از تو چه مونده باقی           | علیرضا میبدی | مهرداد آسمانی | منوچهر چشم‌آذر |
| جون جونم                      | مسعود امینی  | مهرداد آسمانی | منوچهر چشم‌آذر |

### گلایه ۱۳۸۰ / ۲۰۰۱
آلبوم رسمی
| نام ترانه      | ترانه‌سرا       | آهنگساز        | تنظیم         |
| -------------- | -------------- | -------------- | ------------- |
| عاشق خجالتی    | بابک رادمنش    | بابک رادمنش    | بابک رادمنش   |
| یاور           | مسعود فردمنش   | حسن شماعی‌زاده  | منوچهر چشم‌آذر |
| گلایه          | مینا جلالی     | صادق نوجوکی    | صادق نوجوکی   |
| گریه           | جهانبخش پازوکی | جهانبخش پازوکی | منوچهر چشم‌آذر |
| کاشکی شاه بودم | مسعود فردمنش   | مسعود فردمنش   | منوچهر چشم‌آذر |
| کمتر گله کن    | پاکسیما زکی‌پور | سعید قربانی    | سعید قربانی   |
| ای دل ای دل    | الهام شیرازی   | کوروش شکوفنده  | منوچهر چشم‌آذر |
| شب             | زویا زاکاریان  | حسن شماعی‌زاده  | منوچهر چشم‌آذر |

### ستاره بازی ۱۳۸۱ / ۲۰۰۲
آلبوم رسمی
| نام ترانه     | ترانه‌سرا      | آهنگساز    | تنظیم         |
| ------------- | ------------- | ---------- | ------------- |
| رفتی و نموندی | اردلان سرفراز | فرید زلاند | تیگران ساکیان |
| پنجره         | اردلان سرفراز | فرید زلاند | شوبرت آواکیان |
| رمز           | هما میرافشار  | فرید زلاند | تیگران ساکیان |
| فریب          | هما میرافشار  | فرید زلاند | تیگران ساکیان |
| ستاره بازی    | اردلان سرفراز | فرید زلاند | تیگران ساکیان |
| شب            | هما میرافشار  | فرید زلاند | تیگران ساکیان |

### بزم آوای دلدادگان ۱۳۸۱ / ۲۰۰۲ (ویدیو)
آلبوم رسمی (مشترک با مهستی)

دکلمه: بیتا جباری-سنتور: محمدحیدری-ویلون: شهرام فسازاده-تنبک و عود: جمال اسفندیاری
| نام ترانه                                                     | ترانه‌سرا        | آهنگساز        | تنظیم                    |
| ------------------------------------------------------------- | --------------- | -------------- | ------------------------ |
| دکلمه بیتا جباری من ندانستم که تو بی مهرو… -پیش‌درآمد سه گاه   | سعدی            |                | اجرای زنده               |
| چهارمضراب                                                     |                 |                | اجرای زنده-محمدحیدری     |
| دکلمه-آواز (ستار) درآن نفس که بمیرم                           | سعدی            | حبیب اله بدیعی | اجرای زنده-شهرام فسازاده |
| ادامه دکلمه (بیتا جباری)-آواز (مهستی) رسوای زمانه-مخاف سه گاه | سعدی-بهادریگانه | همایون خرم     | اجرای زنده               |
| آوازسه گاه (ستار) بیا که قصر امل                              | حافظ            | همایون خرم     | اجرای زنده-شهرام فسازاده |
| دکلمه (بیتا جباری)-تصنیف رسم دلداری (مهستی) در سه گاه         | بهادریگانه      | جواد لشگری     | اجرای زنده-محمدحیدری     |
| تصنیف دل ای دل-چین زلفا (ستارو مهستی)                         | بِیژن مفید-محلی  | بِیژن مفید-محلی | اجرای زنده-شهرام فسازاده |
| دکلمه (بیتا جباری) و آواز (ستار) آیینه شاهی                   | حافظ            |                | اجرای زنده-شهرام فسازاده |
| پیش‌درآمد ماهور-دکلمه (قوی زیبا)-چهارمضراب                     | حمیدی شیرازی    |                | اجرای زنده-محمدحیدری     |
| تصنیف مرو سفر (مهستی)                                         | بیژن ترقی       | پرویزیاحقی     | اجرای زنده-شهرام فسازاده |
| آواز (ستار)-ماهور                                             | حافظ            |                | اجرای زنده-محمدحیدری     |
| دکلمه (بیتا جباری)-آواز به من نخند (ستار-مهستی)               | سعید دبیری      | بیژن مرتضوی    | اجرای زنده-شهرام فسازاده |

### گل‌های غربت ۱۳۸۲ / ۲۰۰۳
آلبوم رسمی (مشترک با گلپا)
| نام ترانه | نماز عشق      |
| ترانه‌سرا  | هما میرافشار  |
| آهنگساز   | محمد حیدری    |
| تنظیم     | منوچهر چشم‌آذر |

### گل بانو ۱۳۸۵ / ۲۰۰۶
آلبوم رسمی
| نام ترانه  | ترانه‌سرا       | آهنگساز       | تنظیم         |
| ---------- | -------------- | ------------- | ------------- |
| خاکی       | بابک رادمنش    | بابک رادمنش   | بابک رادمنش   |
| آخرین تلاش | مهدی داوودی    | مهدی داوودی   | منوچهر چشم‌آذر |
| گل بانو    | مینا جلالی     | صادق نوجوکی   | صادق نوجوکی   |
| گُل‌گشت      | بیژن سمندر     | صادق نوجوکی   | صادق نوجوکی   |
| یگانگی     | هومن ذکایی     | کاظم عالمی    | کاظم عالمی    |
| سلام       | پاکسیما زکی‌پور | حمید ندیری    | حمید ندیری    |
| چشمانت     | بابک روزبه     | حسن شماعی‌زاده | منوچهر چشم‌آذر |
| اشک عاشق   | پاکسیما زکی‌پور | حمید ندیری    | حمید ندیری    |

### دوستان ۱۳۸۷ / ۲۰۰۸
آلبوم رسمی (مشترک با مرتضی، سعید محمدی، شیلا)
| نام ترانه | ترانه‌سرا   | آهنگساز    | تنظیم       |
| --------- | ---------- | ---------- | ----------- |
| همسرم     | سعید محمدی | سعید محمدی | فرشید مقصود |
| دل شیشه‌ای | سعید محمدی | سعید محمدی | فرشید مقصود |

### خاطره ۱۳۹۱ / ۲۰۱۳
آلبوم رسمی
| نام ترنه           | ترانه‌سرا             | آهنگساز        | تنظیم            |
| ------------------ | -------------------- | -------------- | ---------------- |
| خاطره              | علیرضا حسینی         | مدوید لطیفی    | انوش تقوی        |
| بستر تنهایی        | علی هاتف             | علی هاتف       | پرویز رحمان پناه |
| قول و قرار         | احمد رضایی           | علی سیف        | علی سیف          |
| عجب صبری خدا دارد  | رحیم معینی کرمانشاهی | محمد حیدری     | منوچهر چشم‌آذر    |
| غمنامه             | شهین حنانه           | تورج شعبانخانی | کاظم عالمی       |
| نگاه تو            | ترانه مکرم           | علی سیف        | علی سیف          |
| تو خواستی          | علیرضا حسینی         | مدوید لطیفی    | مدوید لطیفی      |
| ماه بانو           | هما میرافشار         | حمید ندیری     | حمید ندیری       |
| قول و قرار (رمیکس) | احمد رضایی           | علی سیف        | دی جی ممسی       |

## تک‌آهنگ‌ها
| نام ترانه                                 | ترانه‌سرا                     | آهنگساز                            | تنظیم                        | سال انتشار                       | توضیحات                                                                                                 |
| ----------------------------------------- | ---------------------------- | ---------------------------------- | ---------------------------- | -------------------------------- | --- |
| خانه به دوش                               | ایرج جنتی عطایی              | بابک بیات                          | بابک بیات                    | زمستان ۱۳۵۱ 1972                 | سریال: خانه به دوش - اجرای اول                                                                          |
| قصه عشق (شهر غم)                          | ایرج جنتی عطایی              | بابک بیات                          | بابک بیات                    | زمستان ۱۳۵۲ 1973                 | سریال: قصه عشق                                                                                          |
| شب و دیوار                                | ایرج جنتی عطایی              | بابک بیات                          | محمد اوشال                   | زمستان ۱۳۵۲ 1973                 | |
| خونه                                      | ایرج جنتی عطایی              | بابک بیات                          | محمد اوشال                   | زمستان ۱۳۵۲ 1973                 | |
| خانه به دوش                               | ایرج جنتی عطایی              | بابک بیات                          | بابک بیات                    | بهار ۱۳۵۳ 1974                   | فیلم: مراد برقی و هفت دخترون - اجرای دوم - همخونی با بابک بیات                                          |
| همسفر                                     | سعید طبیبی                   | تورج شعبان‌خانی                     | اریک آرکانت                  | پاییز ۱۳۵۳ 1974                  | |
| همزاد                                     | فرهنگ قاسمی                  | فریبرز لاچینی                      | فریبرز لاچینی                | ۱۳۵۴ 1975                        | |
| افسانه هستی                               | تورج نگهبان                  | لقمان ادهمی                        | محمد شمس                     | بهار ۱۳۵۴ 1975                   | |
| شعر مرثیه (مرثیه)                         | ایرج جنتی عطایی              | بابک بیات                          | بابک بیات                    | تابستان ۱۳۵۴ 1975                | همخوانی با بابک بیات                                                                                    |
| شعر مرثیه (مرثیه)                         | ایرج جنتی عطایی              | بابک بیات                          | محمد اوشال                   | تابستان ۱۳۵۴ 1975                | |
| رفیق                                      | لقمان ادهمی                  | لقمان ادهمی                        | محمد شمس                     | ۱۳۵۴ 1975                        | |
| صدای بارون                                | اردلان سرفراز                | بابک افشار                         | منوچهر چشم‌آذر                | ۱۳۵۴ 1975                        | اجرای اول                                                                                               |
| صدای بارون                                | اردلان سرفراز                | بابک افشار                         | منوچهر چشم‌آذر                | ۱۳۵۴ 1975                        | اجرای دوم                                                                                               |
| فریب                                      | محمدعلی شیرازی               | واروژان                            | واروژان                      | پاییز ۱۳۵۴ 1975                  | فیلم: هیچکی بابا نمی‌شه                                                                                  |
| بهت                                       | اردلان سرفراز                | فرید زلاند                         | منوچهر چشم‌آذر                | پاییز ۱۳۵۴ 1975                  | |
| زخم                                       | اردلان سرفراز                | فرید زلاند                         | منوچهر چشم‌آذر                | زمستان ۱۳۵۴ 1975                 | فیلم: مرد ناآرام                                                                                        |
| عروسک                                     | اردلان سرفراز                | فریبرز لاچینی                      | فریبرز لاچینی                | زمستان ۱۳۵۴ 1975                 | |
| هنوز                                      | شهیار قنبری                  | فریبرز لاچینی                      | فریبرز لاچینی                | زمستان ۱۳۵۴ 1975                 | |
| تصویر                                     | فرهنگ قاسمی                  | فریبرز لاچینی                      | فریبرز لاچینی                | زمستان ۱۳۵۴ 1975                 | |
| شمع و شب                                  | فرهنگ قاسمی                  | فریبرز لاچینی                      | فریبرز لاچینی                | زمستان ۱۳۵۴ 1975                 | |
| زندگی                                     | محلی خرم‌آبادی / هما میرافشار | محلی                               | منوچهر چشم‌آذر                | زمستان ۱۳۵۴ 1975                 | |
| غزل عاشقانه (غزل)                         | اردلان سرفراز                | فرید زلاند                         | منوچهر چشم‌آذر                | زمستان ۱۳۵۴ 1975                 | |
| کاشکی                                     | محمدعلی شیرازی               | منوچهر چشم‌آذر                      | منوچهر چشم‌آذر                | نوروز ۱۳۵۵ 1976                  | فیلم: قرار بزرگ - اجرای اول                                                                             |
| کاشکی                                     | محمدعلی شیرازی               | منوچهر چشم‌آذر                      | منوچهر چشم‌آذر                | نوروز ۱۳۵۵ 1976                  | اجرای دوم                                                                                               |
| فاتح                                      | محمدعلی شیرازی               | منوچهر چشم‌آذر                      | منوچهر چشم‌آذر                | نوروز ۱۳۵۵ 1976                  | فیلم: قرار بزرگ - اجرای اول                                                                             |
| فاتح                                      | محمدعلی شیرازی               | منوچهر چشم‌آذر                      | منوچهر چشم‌آذر                | نوروز ۱۳۵۵ 1976                  | اجرای دوم                                                                                               |
| گل حسرت (زیبا پرستی)                      | نظام فاطمی                   | انوشیروان روحانی                   | انوشیروان روحانی             | نوروز ۱۳۵۵ 1976                  | اجرای اول                                                                                               |
| گل حسرت (زیبا پرستی)                      | نظام فاطمی                   | انوشیروان روحانی                   | انوشیروان روحانی             | نوروز ۱۳۵۵ 1976                  | اجرای دوم                                                                                               |
| گل حسرت (زیبا پرستی)                      | نظام فاطمی                   | انوشیروان روحانی                   | شهداد روحانی                 | نوروز ۱۳۵۵ 1976                  | اجرای سوم                                                                                               |
| جنوبی                                     | مسعود امینی                  | منوچهر چشم‌آذر                      | منوچهر چشم‌آذر                | نوروز ۱۳۵۵ 1976                  | |
| شام آخر                                   | شهیار قنبری                  | واروژان                            | واروژان                      | بهار ۱۳۵۵ 1976                   | فیلم: شام آخر - اجرای اول                                                                               |
| شام آخر                                   | شهیار قنبری                  | واروژان                            | واروژان                      | بهار ۱۳۵۵ 1976                   | اجرای دوم                                                                                               |
| بود و نبود                                | رحیم معینی کرمانشاهی         | انوشیروان روحانی                   | انوشیروان روحانی             | بهار ۱۳۵۵ 1976                   | اجرای اول                                                                                               |
| بود و نبود                                | رحیم معینی کرمانشاهی         | انوشیروان روحانی                   | شهداد روحانی                 | بهار ۱۳۵۵ 1976                   | اجرای دوم                                                                                               |
| بود و نبود                                | رحیم معینی کرمانشاهی         | انوشیروان روحانی                   | شهداد روحانی                 | بهار ۱۳۵۵ 1976                   | اجرای سوم                                                                                               |
| عسل                                       | اردلان سرفراز                | فرید زلاند                         | منوچهر چشم‌آذر                | بهار ۱۳۵۵ 1976                   | |
| هراس                                      | لیلا کسری                    | فریدون خشنود                       | منوچهر چشم‌آذر                | تابستان ۱۳۵۵ 1976                | |
| شکوه                                      | فرهنگ قاسمی                  | محمد شمس                           | محمد شمس                     | تابستان ۱۳۵۵ 1976                | |
| آخرین برگ                                 | جهانگیر صالحی                | سلیمان اکبری                       | مصطفی کسروی                  | پاییز ۱۳۵۵ 1976                  | فیلم: اگه برگی نریزد                                                                                    |
| آوازه خوان                                | محمدصالح علاء                | تورج شعبانخانی                     | اریک آرکانت                  | پاییز ۱۳۵۵ 1976                  | |
| دلتنگی                                    | اردلان سرفراز                | فرید زلاند                         | منوچهر چشم‌آذر                | زمستان ۱۳۵۵ 1976                 | |
| سرسپرده (در راه)                          | منصور تهرانی                 | صادق نوجوکی                        | ناصر چشم‌آذر                  | زمستان ۱۳۵۵ 1976                 | |
| باتو بودن                                 | امیر اسماعیلی                | انوشیروان روحانی                   | انوشیروان روحانی             | نوروز ۱۳۵۶ 1977                  | اجرای اول                                                                                               |
| باتو بودن                                 | امیر اسماعیلی                | انوشیروان روحانی                   | انوشیروان روحانی             | نوروز ۱۳۵۶ 1977                  | اجرای دوم                                                                                               |
| باتو بودن                                 | امیر اسماعیلی                | انوشیروان روحانی                   | انوشیروان روحانی             | نوروز ۱۳۵۶ 1977                  | اجرای سوم                                                                                               |
| گل سنگ                                    | بیژن سمندر                   | انوشیروان روحانی                   | انوشیروان روحانی             | بهار ۱۳۵۶ 1977                   | اجرای اول                                                                                               |
| گل سنگ                                    | بیژن سمندر                   | انوشیروان روحانی                   | انوشیروان روحانی             | بهار ۱۳۵۶ 1977                   | اجرای دوم                                                                                               |
| گل سنگ                                    | بیژن سمندر                   | انوشیروان روحانی                   | انوشیروان روحانی             | بهار ۱۳۵۶ 1977                   | اجرای سوم                                                                                               |
| تعظیم                                     | لیلا کسری                    | فریدون خشنود                       | منوچهر چشم‌آذر                | بهار ۱۳۵۶ 1977                   | |
| از تو خوندن                               | محمدعلی بهمنی                | صادق نوجوکی                        | خسرو پیشکاری                 | بهار ۱۳۵۶ 1977                   | |
| منو نترسون                                | محمدصالح علاء                | منوچهر چشم‌آذر                      | منوچهر چشم‌آذر                | بهار ۱۳۵۶ 1977                   | |
| خواب‌نما                                   | سعید دبیری                   | فرزاد خزین                         | شاپور باستان سیر             | بهار ۱۳۵۶ 1977                   | |
| گلنار                                     | منصور تهرانی                 | مارتیک                             | منوچهر چشم‌آذر                | بهار ۱۳۵۶ 1977                   | |
| آب                                        | مسعود امینی                  | حسن شماعی‌زاده                      | منوچهر چشم‌آذر                | تابستان ۱۳۵۶ 1977                | |
| صید دل                                    | حافظ                         | اسماعیل مهرتاش بازسازی: بابک افشار | منوچهر چشم‌آذر                | تابستان ۱۳۵۶ 1977                | |
| وارث                                      | اردلان سرفراز                | فرید زلاند                         | آندرانیک                     | پاییز ۱۳۵۶ 1977                  | |
| مهر دوست                                  | سعدی                         | اسماعیل مهرتاش بازسازی: بابک افشار | منوچهر چشم‌آذر                | پاییز ۱۳۵۶ 1977                  | |
| بت شکن                                    | اردلان سرفراز                | فرید زلاند                         | منوچهر چشم‌آذر                | پاییز ۱۳۵۶ 1977                  | |
| یکی به شکل خود من                         | اردلان سرفراز                | فرید زلاند                         | منوچهر چشم‌آذر                | پاییز ۱۳۵۶ 1977                  | |
| روایت                                     | منصور تهرانی                 | صادق نوجوکی                        | ناصر چشم‌آذر                  | پاییز ۱۳۵۶ 1977                  | |
| صدای زنگوله‌ها                             | لیلا کسری                    | فریدون خشنود                       | منوچهر چشم‌آذر                | پاییز ۱۳۵۶ 1977                  | |
| گل‌های کاغذی                               | سعید طبیبی                   | تورج شعبان‌خانی                     | اریک آرکانت                  | زمستان ۱۳۵۶ 1977                 | فیلم: گل‌های کاغذی                                                                                       |
| چشمای تو                                  | شرمین شجره                   | تورج شعبان‌خانی                     | اریک آرکانت                  | زمستان ۱۳۵۶ 1977                 | فیلم: گل‌های کاغذی                                                                                       |
| تکیه گاه                                  | هومن ذکایی                   | تورج شعبان‌خانی                     | اریک آرکانت                  | زمستان ۱۳۵۶ 1977                 | |
| شب ویرونی                                 | اردلان سرفراز                | فریدون خشنود                       | منوچهر چشم‌آذر                | زمستان ۱۳۵۶ 1977                 | فیلم: امشب اشکی می‌ریزد                                                                                  |
| شازده خانم                                | محمدصالح علاء                | منوچهر چشم‌آذر                      | منوچهر چشم‌آذر                | نوروز ۱۳۵۷ 1978                  | |
| یوسف گم‌گشته                               | منصور تهرانی                 | صادق نوجوکی                        | منوچهر چشم‌آذر                | بهار ۱۳۵۷ 1978                   | |
| مناجات                                    | هما میرافشار                 | اسدالله ملک                        | اسدالله ملک                  | بهار ۱۳۵۷ 1978                   | |
| بیگانگی                                   | فرهنگ قاسمی                  | محمد شمس                           | محمد شمس                     | بهار ۱۳۵۷ 1978                   | |
| سفر                                       | سعدی                         | سلیمان اکبری                       | سلیمان اکبری                 | بهار ۱۳۵۷ 1978                   | |
| بهار من گذشته شاید                        | رحیم معینی کرمانشاهی         | عماد رام                           | علی درخشان                   | تابستان ۱۳۵۷ 1978                | |
| مرا دریاب                                 | اردلان سرفراز                | فرید زلاند                         | منوچهر چشم‌آذر                | تابستان ۱۳۵۷ 1978                | |
| زنگ حساب                                  | علیرضا نوری‌زاده              | صادق نوجوکی                        | ناصر چشم‌آذر                  | تابستان ۱۳۵۷ 1978                | |
| باج                                       | شهیار قنبری                  | فریبرز لاچینی                      | فریبرز لاچینی                | تابستان ۱۳۵۷ 1978                | |
| نفرین                                     | محمدجواد ضرابیان             | داوود زندی                         | منوچهر چشم‌آذر                | پاییز ۱۳۵۷ 1978                  | |
| دشمن                                      | اردلان سرفراز                | فرید زلاند                         | آندرانیک                     | پاییز ۱۳۵۷ انتشار بهار ۱۳۵۸ 1979 | |
| نسل من گمشده                              | منصور تهرانی                 | کیان معنوی                         |                              |                                  | |
| عاشقای ایرون                              |                              | حسن شماعی‌زاده                      |                              |                                  | |
| دلم گرفته هموطن                           | شهرام شب‌پره                  | شهرام شب‌پره                        | منوچهر چشم‌آذر                | ۱۳۶۲ 1983                        | |
| دنیا                                      | ایرج طاهری                   | ایرج طاهری                         | ایرج طاهری                   | ۱۳۶۳ 1984                        | |
| گیتار و گل سرخ                            |                              |                                    |                              | ۱۳۶۵ 1986                        | |
| گمشده                                     | فریدون علیخانی               | ستار / فریدون علیخانی              |                              | ۱۳۶۵ 1986                        | اجرای زنده                                                                                              |
| زمین لرزید                                |                              | داوود اردلان                       | داوود اردلان                 | ۱۳۷۵ 1996                        | اجرای مشترک با ابی، لیلا فروهر و ...                                                                    |
| دیدار در دماوند                           | علیرضا میبدی                 |                                    |                              | ۱۳۷۹ 2000                        | اجرای مشترک با شاهرخ، هاتف، اندی، مرتضی، شهره و مهستی                                                   |
| رفراندوم ۱                                | همایون هوشیارنژاد            | حسن شماعی‌زاده                      | تیگران ساکیان                | ۱۳۸۰ 2001                        | اجرای مشترک با شماعی‌زاده و شیفته                                                                        |
| کاشکی شاه بودم                            | مسعود فردمنش                 | مسعود فردمنش                       | منوچهر چشم آذر               | ۱۳۸۰ 2001                        | اجرای اول                                                                                               |
| چجوری بگم                                 | مسعود فردمنش                 | شهرام شبپره                        | شوبرت آواکیان                | ۱۳۸۴ 2005                        | اجرای مشترک با شهرام شبپره                                                                              |
| پاینده باشی ایران                         | شهرام فرشید                  | شهرام فرشید                        | شادمهر عقیلی                 | ۱۳۸۵ 2006                        | اجرای مشترک با شبخیز، حبیب، محمد، فرشید، مهستی، سندی، شهرام کاشانی، شهرام صولتی و لیلا فروهر            |
| نوبت عیده                                 | امین بامشاد                  | پوریا نیاکان                       | پوریا نیاکان                 | ۱۳۸۶ 2007                        | اجرای مشترک با مرتضی، هلن، شیلا                                                                         |
| عیدتون مبارک                              |                              | محمد مقدم                          | محمد مقدم                    | ۱۳۸۷ 2008                        | اجرای مشترک با مرتضی و هلن                                                                              |
| پاکی                                      | رها اعتمادی                  | بابک امینی                         | بابک امینی                   | ۱۳۸۷ 2008                        | اجرای مشترک با بابک امینی، کامیار، مرتضی، شهبال شبپره، سپیده                                            |
| اعلامیه                                   | سعید محمدی                   | سعید محمدی                         | سعید محمدی                   | ۱۳۸۸ 2009                        | اجرای مشترک با سعید محمدی، مرتضی                                                                        |
| گذشت                                      | رها اعتمادی                  | بابک سعیدی                         | بابک سعیدی                   | ۱۳۸۸ 2009                        | حدود یک دقیقه از این آهنگ در برنامه مستند شبکه منو تو به مناسبت اعتراض۱۳۸۸ پخش شد                       |
| مردم                                      | همایون هوشیارنژاد            | حسن شماعی‌زاده                      | تیگران ساکیان                | ۱۳۸۸ 2009                        | اجرای مشترک با شماعی‌زاده و شیفته                                                                        |
| شازده ما                                  | همایون هوشیارنژاد            | حسن شماعی‌زاده                      | تیگران ساکیان                | ۱۳۹۰ 2011                        | |
| سیمین بری                                 | ابراهیم صفایی                | جمشید شیبانی                       |                              | ۱۳۹۰ 2011                        | اجرای مشترک با ارسین                                                                                    |
| سیمین بری                                 | ابراهیم صفایی                | جمشید شیبانی                       |                              | ۱۳۹۰ 2011                        | اجرای تک‌نفره                                                                                            |
| A Time For Us (فرصتی برای ما)             | لری کوزیک                    | نینو روتا                          | اندره ریو                    | ۱۳۹۰ 2011                        | اجرای تک‌نفره                                                                                            |
| A Time For Us (فرصتی برای ما)             | لری کوزیک                    | نینو روتا                          | اندره ریو                    | ۱۳۹۰ 2011                        | اجرای مشترک با لئوناردو تاج‌آبادی                                                                        |
| Speaks, Softly Love (به نرمی سخن بگو عشق) | لری کوزیک                    | نینو روتا                          |                              | ۱۳۹۰ 2011                        | |
| شهبانو                                    | همایون هوشیارنژاد            | حسن شماعی‌زاده                      | تیگران ساکیان                | ۱۳۹۰ 2011                        | |
| I Believe                                 |                              | اریک لِوی                           |                              | ۱۳۹۱ 2012                        | اجرای تک‌نفره                                                                                            |
| I Believe                                 |                              | اریک لِوی                           |                              | ۱۳۹۱ 2012                        | اجرای مشترک با کایکو کاگاوا                                                                             |
| Feeling                                   | موریس آلبرت                  | لولو گاسته                         |                              | ۱۳۹۱ 2012                        | |
| برای با تو بودن                           | باران زمانی                  | حامد حنیفی                         | حامد حنیفی                   | ۱۳۹۲ 2013                        | |
| مدلی                                      |                              | فرخ آهی                            | فرخ آهی                      | ۱۳۹۲ 2013                        | اجرای در استودیو بی‌بی‌سی - اجرای مشترک با لیلا فروهر و حمید طالب زاده                                    |
| عید شما مبارک                             | بیژن سمندر                   | ناصر چشم آذر                       | فرخ آهی                      | ۱۳۹۲ 2013                        | اجرا در استودیو بی‌بی‌سی - اجرای مشترک با لیلا فروهر و حمید طالب‌زاده                                      |
| الهه ناز                                  | کریم فکور                    | اکبر محسنی                         | رامین مکرم                   | ۱۳۹۲ 2013                        | |
| گمشده                                     | فریدون علیخانی               | ستار                               | رامین مکرم                   | ۱۳۹۲ 2013                        | بازخونی                                                                                                 |
| پروانگی                                   | میلاد نظری                   | محمد مقدم                          | سینا سالک                    | ۱۳۹۲ 2013                        | |
| If You Go Away                            | رادنی ماروین مک کوین         | رادنی مک کوین                      | جکویس برل                    | ۱۳۹۲ 2013                        | |
| Dare To Live                              | آنجلو آناستاسیو              | کلسووالی                           |                              | ۱۳۹۲ 2013                        | اجرای مشترک با آنجلو آناستاسیو                                                                          |
| همسفر                                     | سعید طبیبی                   | تورج شعبانخانی                     | دی جی ممسی                   | ۱۳۹۳ 2014                        | اجرای مشترک با کامیار                                                                                   |
| عید شما مبارک                             | بیژن سمندر                   | ناصر چشم‌آذر                        | فرخ آهی                      | ۱۳۹۳ 2014                        | اجرا در استودیو بی بی سی - اجرای مشترک با مرتضی                                                         |
| رفراندوم ۲ (رضا شاه دوم)                  | همایون هوشیارنژاد            | حسن شماعی‌زاده                      | ؟                            | ۱۳۹۳ 2014                        | خیلی نایاب                                                                                              |
| تسکین                                     | باران تفرشی                  | علی سیف                            | علی سیف                      | ۱۳۹۳ 2014                        | |
| یوسف گمگشته                               | منصور تهرانی                 | صادق نوجوکی                        | دی جی بندایکس                | ۱۳۹۴ 2015                        | ریمیکس                                                                                                  |
| اسطوره                                    | امیر شیرازی                  | اشکان خشایی                        | مجید رضازاده                 | ۱۳۹۵ 2016                        | |
| بازم بهار رسیده                           | نیکو شیرافکن                 | علی سیف                            | علی سیف                      | ۱۳۹۵ 2016                        | |
| عادت                                      | صابر ابراهیم‌زاده             | محمدعلی عنقا                       | سعید افروغ                   | ۱۳۹۵ 2016                        | |
| ۴۰ ترانه                                  | محسن شیرالی                  | وحید پویان                         | حمید نیکوکار                 | ۱۳۹۵ 2016                        | |
| ببین حالا                                 | الهام مسقالی                 | امید صدیقی                         | فرید صدیقی                   | ۱۳۹۶ 2017                        | |
| شهزاده                                    | بیژن ترقی                    | همایون خرم                         | منوچهر چشم‌آذر                | ۱۳۹۶ 2017                        | |
| مجسمه                                     | امیر شیرازی                  | آرمین مکری                         | مجید رضازاده                 | ۱۳۹۶ 2017                        | |
| همسفر خاطره‌ها                             | صابر ابراهیم‌زاده             | محمدعلی عنقا                       | سعید افروغ                   | ۱۳۹۶ 2017                        | |
| دل خون                                    | صابر ابراهیم‌زاده             | سعید افروغ                         | سعید افروغ                   | ۱۳۹۶ 2017                        | |
| خاطرات کودکی                              | امید استیفا                  | علی سیف                            | محمود عریانی                 | ۱۳۹۷ 2018                        | |
| وطنم                                      | علیرضا نوری‌زاده              | فرید زلاند                         | فرید زلاند                   | ۱۳۹۷ 2018                        | |
| شام آخر                                   | شهیار قنبری                  | واروژان                            | فرید صدیقی                   | ۱۳۹۷ 2018                        | بازخونی                                                                                                 |
| هوایی تازه                                | صابر ابراهیم‌زاده             | محمدعلی عنقا                       | امین میرزایی                 | ۱۳۹۸ 2019                        | اجرای دوم ترانه عادت                                                                                    |
| باورم نمی‌شه                               | فلور تاجیکی                  | فرید صدیقی                         | فرید صدیقی                   | ۱۳۹۸ 2019                        | |
| زن                                        | حامد رجبی و مسعود محمدی      | مدوید لطیفی                        | مدوید لطیفی                  | ۱۳۹۹ 2020                        | |
| تولد بهار                                 |                              |                                    |                              | ۱۴۰۰ 2021                        | |
| فرقی نمی‌کنه                               | امیر شیرازی                  | رضا وحدانی                         | حسن تقی‌زاده                  | ۱۴۰۰ 2021                        | |
| راوی                                      | مهدی داوودی                  | کاظم عالمی                         | کاظم عالمی                   | ۱۴۰۰ 2021                        | |
| اینجا کجاست                               | سپهر مددی                    | تورج فرشید                         | حسین امیدی                   | ۱۴۰۰ 2021                        | |
| خونستان                                   | مهدی موسوی                   | آرش رهبری                          | مارجی لطف آبادی              | ۱۴۰۰ 2021                        | همخونی با رعنا منصور و مهدی موسوی و تارانتیست                                                           |
| مهر میهن                                  | ؟                            | ؟                                  | بابک کاتوزی / سعید میرزازاده | ۱۴۰۲ 2023                        | حمایت از انقلاب زن، زندگی، آزادی - به زبان فارسی و ترکی و کردی - همخونی با روژان فیضی و صهبا خلیل امیری |
| آخرین تلاش                                | مهدی داوودی                  | مهدی داوودی                        | نویان بهادری                 | ۱۴۰۲ 2023                        | ریمیکس                                                                                                  |